# Cuenca (Ecuador)
Cuenca, oficialmente Santa Ana de los Ríos de Cuenca, es una ciudad de las montañas andinas del sur de Ecuador. Es conocida por la ribera del río Tomebamba y las artesanías, incluidos los sombreros Panamá. Su plaza central, el Parque Calderón, alberga la Catedral Nueva con su domo azul y la Catedral Vieja del siglo XVI, que actualmente es un museo religioso. El Museo y Parque Arqueológico Pumapungo exhibe ruinas y artefactos de la ciudad inca de Tomebamba. Se encuentra atravesada por los ríos Tomebamba, Tarqui, Yanuncay y Machángara, al centro-sur de la región interandina del Ecuador, en la hoya del río Paute, a una altitud de 2550 metros sobre el nivel del mar y con un clima templado andino de 16,3 °C en promedio.
Es llamada «Atenas de Ecuador» por su arquitectura, su diversidad cultural, su aporte a las artes, ciencias y letras ecuatorianas, y por ser el lugar de nacimiento de muchos personajes ilustres de la sociedad ecuatoriana. En el censo de 2022 tenía una población de 361.524 habitantes, siendo la tercera ciudad más poblada del país detrás de Guayaquil y Quito. La ciudad es el núcleo del área metropolitana de Cuenca, constituida además por ciudades y parroquias rurales cercanas. El conglomerado alberga a 762.581 habitantes, y asimismo, ocupa la tercera posición entre las conurbaciones de Ecuador. 
Fue fundada el 12 de abril de 1557 sobre las ruinas de la ciudad incaica de Tomebamba y de la ciudad cañari de Guapondelig, por Gil Ramírez Dávalos, bajo órdenes del virrey del Perú Andrés Hurtado de Mendoza. Durante el siglo xx la ciudad mantuvo su crecimiento, fomentando la educación y la cultura, y en 1999 su centro histórico es declarado Patrimonio Cultural de la Humanidad. Es uno de los más importantes centros administrativos, económicos, financieros y comerciales de Ecuador. Las actividades principales de la ciudad son el comercio y la industria; durante los últimos años, Cuenca también se ha consolidado como un atractivo turístico internacional.

## Toponimia
La ciudad lleva el nombre de Santa Ana de los Ríos de Cuenca en honor a la ciudad de Cuenca en España, lugar de nacimiento del virrey español del Perú Andrés Hurtado de Mendoza, quien fue el que mandó a fundar la ciudad al español Gil Ramírez Dávalos y al hecho de que este lugar, en sus accidentes geográficos, se parece mucho a la ciudad española. Además, el nombre incluye el hecho de que la cruzan los ríos: Tomebamba, Tarqui, Yanuncay y Machángara. El resto del nombre proviene de la tradición española de dedicar a las nuevas ciudades a un santo o santa de la Iglesia católica, en este caso a Santa Ana.

## Historia

### Orìgenes
Según los vestigios arqueológicos y antropológicos, encontrados en Chobshi y Cubilán, se sabe que los primeros habitantes del área datan del año 8060 a. C., que eran cazadores nómadas y recolectores. Su presencia se extiende hasta aproximadamente el año 5580 a. C., desde esa fecha los asentamientos humanos desaparecen y no es hasta el 2000 a. C. que vuelven a aparecer sociedades. Posteriormente, aparece la Cultura Cerro Narrío (2000 a. C.-500 a. C.), llamada también Chaullabamba, esta cultura presenta pequeños asentamientos de una organización correspondiente a una cultura Formativa, una incipiente división de clases sociales, además se caracteriza por la presencia de agricultura y por la fabricación en masa de cerámica.
En el periodo denominado Desarrollo Regional (500 a. C.-500 d. C.), se desarrollan las culturas Tuncahuán, así como las primeras etapas de las fases Tacalshapa (Azuay) y Cashaloma (Cañar), fases correspondientes a la Cultura Cañari. Esta etapa se caracteriza por sociedades con división del trabajo y perfectamente jerarquizadas, utilizan una agricultura intensiva y su cerámica tiene ciertas figuras antropomorfas. Lo más representativo de esta fase es la utilización de metales como oro, plata y cobre.

### Época cañari e incaica
En el periodo de Integración (500 d. C. -1500 d. C.) esta zona se caracteriza por las conquistas y alianzas, así la parte nuclear de la cultura Cañari se integraría en una diarquía cuyas capitales fueron Shabalula (Sigsig) y Hatun Cañar (ciudad de Cañar), mientras que las partes exteriores del territorio Cañari solo se mantenían confederadas a la parte nuclear, razón por la cual eran políticamente independientes. La dinastía Duma gobernó desde la capital Shabalula, pero no se sabe la línea de gobernantes de Hatun Cañar. A mediados del siglo XIX, en los cantones de Gualaceo, Chordeleg y Sígsig, se encontraron una serie de tumbas, de gobernantes Cañaris, ricas en metales preciosos y cerámica, lamentablemente la mayoría de lo encontrado fue saqueado y vendido, por fortuna Marshall Saville escribió un libro sobre las piezas extraídas, el libro se llamó «El Tesoro de Oro del Sigsig, Ecuador», así como hay otros libros que hablan de las huacas de Chordeleg.
Lo que hoy es Cuenca fue un centro señorial importante de la diarquía cañari, esta zona se llamaba Guapondelig en lengua cañari significaba «llanura amplia como el cielo» (aunque otros plantean el nombre de Surampalti) y era caracterizada por la agricultura, como la región cañari no es muy apta para esta práctica esto hizo de Guapondelig una de las zonas más importantes de los cañaris.
Menos de medio siglo antes de la llegada de los castellanos, los incas, después de una dura lucha, conquistaron a los cañaris con masacres y ocuparon Guapondelig y sus alrededores. los incas reemplazaron la arquitectura cañari por la suya, reprimiéndolos  a los cañaris y  eclipsaron sus impresionantes logros en astronomía y agricultura. Como era costumbre para los incas, absorbieron logros útiles en su cultura. Cambiaron el nombre de la ciudad de Guapondelig por el Tumipampa o   Tomebamba. La ciudad se hizo conocida como el centro administrativo del norte del imperio inca.
Tomebamba es considerado un candidato para la mítica ciudad de oro que los españoles llamaron El Dorado. Los españoles pensaron que El Dorado fue quemado por los habitantes después de enterarse de las conquistas españolas. La destrucción de Tomebamba por sus habitantes antes de la llegada de los españoles sugiere que pudo haber sido lo que los españoles llamaron El Dorado.

### Conquista española
La guerra civil la ganó Atahualpa y mientras iba al Cuzco para ratificar su soberanía fue capturado y asesinado por Francisco Pizarro en Cajamarca. Los cañaris, por su odio a Atahualpa y como reacción a las masacres cometidas por los incas en su conquista, se aliaron a los españoles y ayudaron, con la participación también de otros grupos étnicos, a derrotar y conquistar el Imperio Inca. Sebastián de Benalcázar, convencido por los cañaris, se encaminó a la conquista de Quito, pasó por las ruinas de Tomebamba y ahí recibió más refuerzos. Así, con ayuda de 11 000 cañaris, Benalcázar derrotó a Rumiñahui y conquistó Quito.
Los cañaris debido a la mortandad causada por Atahualpa y las enfermedades europeas, así como también por el hecho de que estos guerrearon a favor de los conquistadores durante años, provocó que para 1547, cuando el cronista Pedro Cieza de León pasó por Tomebamba, existía un hombre por cada quince mujeres. Así mismo, Cieza comprobó que los cañaris estaban cristianizados. Cuando él pasó por la ciudad y la provincia vio las ruinas de muchos de los templos y palacios Incas.
En la actual ciudad de Cuenca se pueden apreciar vestigios de su pasado inca, como el palacio de Pumapungo.

### Etapa virreinal

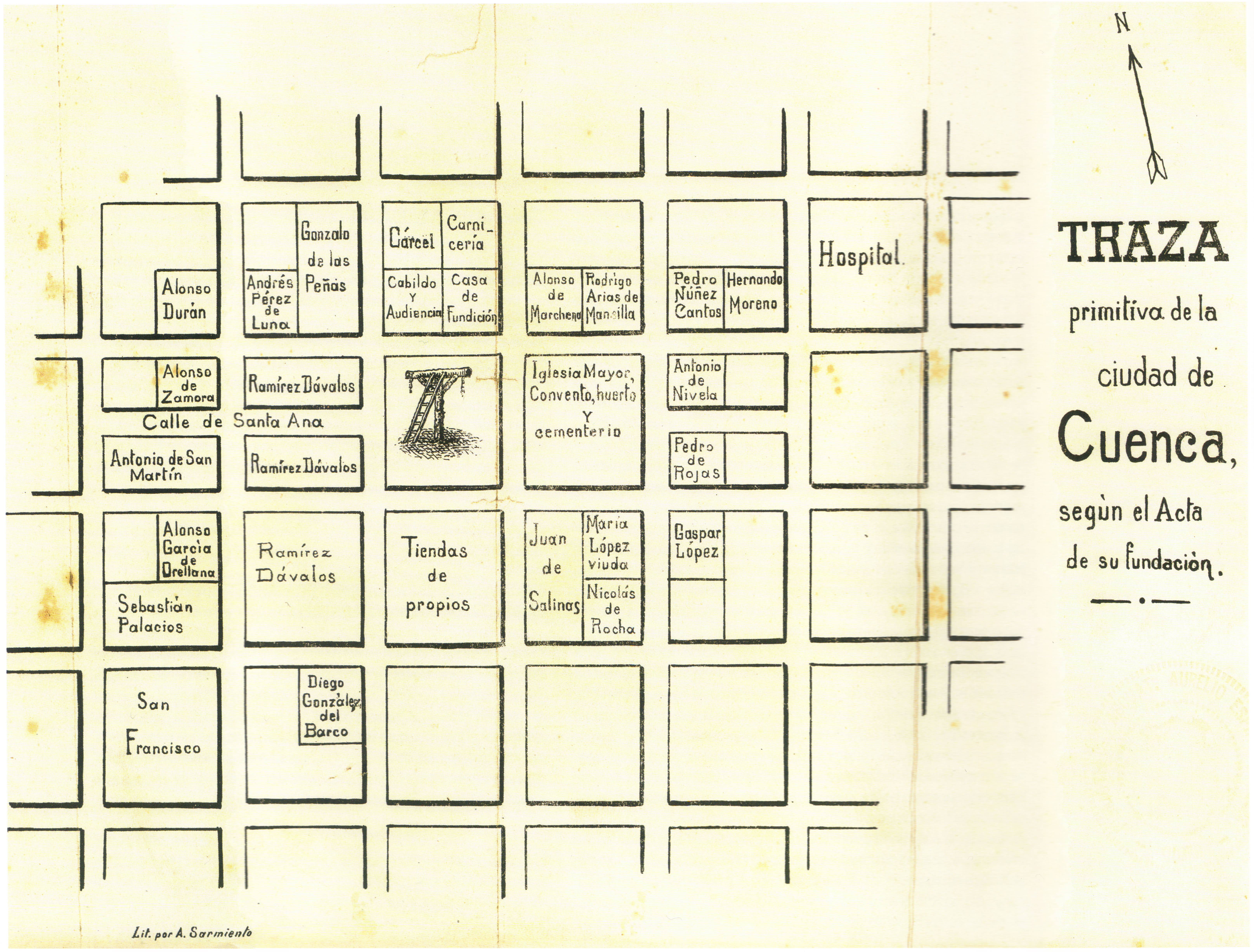
Reconstrucción creada por Octavio Cordero Palacios, con la litografía de A. Sarmiento, de la primera traza urbana de la ciudad según el acta de fundación dada por Gil Ramírez Dávalos el 12 de abril de 1557.

En abril de 1534 los españoles llegan a la ciudad inca de Tomebamba, desde el sur. La ruta que siguieron fue desde el actual Panamá hasta el actual Perú en Tumbes.  Desde Tumbes llegaron a Hualaxiu (Gualaceo), liderados por Sebastián de Benalcázar con el apoyo del Cacique Llivicura según Zárate citado en González Suárez (tomo II), citado por Max Romeo Arízaga (1983).
Francisco Pizarro, el conquistador de Perú, comisionó al capitán Rodrigo Núñez de Bonilla para que ejerza las funciones de encomendero en el repartimiento de la provincia de los Cañaris o Tomebamba en 1538 y se instaló en la llanura de Paucarbamba, donde levantó un pequeño asentamiento.
Después de 19 años el virrey Andrés Hurtado de Mendoza ordenó al capitán Gil Ramírez Dávalos la fundación de una nueva ciudad.
El lunes de Semana Santa de 1557, el 12 de abril, Gil Ramírez con la compañía de un grupo de españoles y de los caciques Diego, Juan Duma, Luis y Hernando Leopulla, sobre las ruinas de Tomebamba refundó una ciudad con el nombre de Cuenca, en honor a la ciudad española de Cuenca. Se puede ver en un área de 500 metros cuadrados las tres etapas que han dado origen a lo que hoy es Santa Ana de los Ríos.
El domingo 18 de abril de 1557, día de Pascua de Resurrección, Gil Ramírez Dávalos condujo el acto jurídico de constitución del primer Cabildo de la Ciudad, luego trabajó hasta el día 26 de abril adjudicando los primeros terrenos y creando el trazado básico tipo damero de la ciudad.

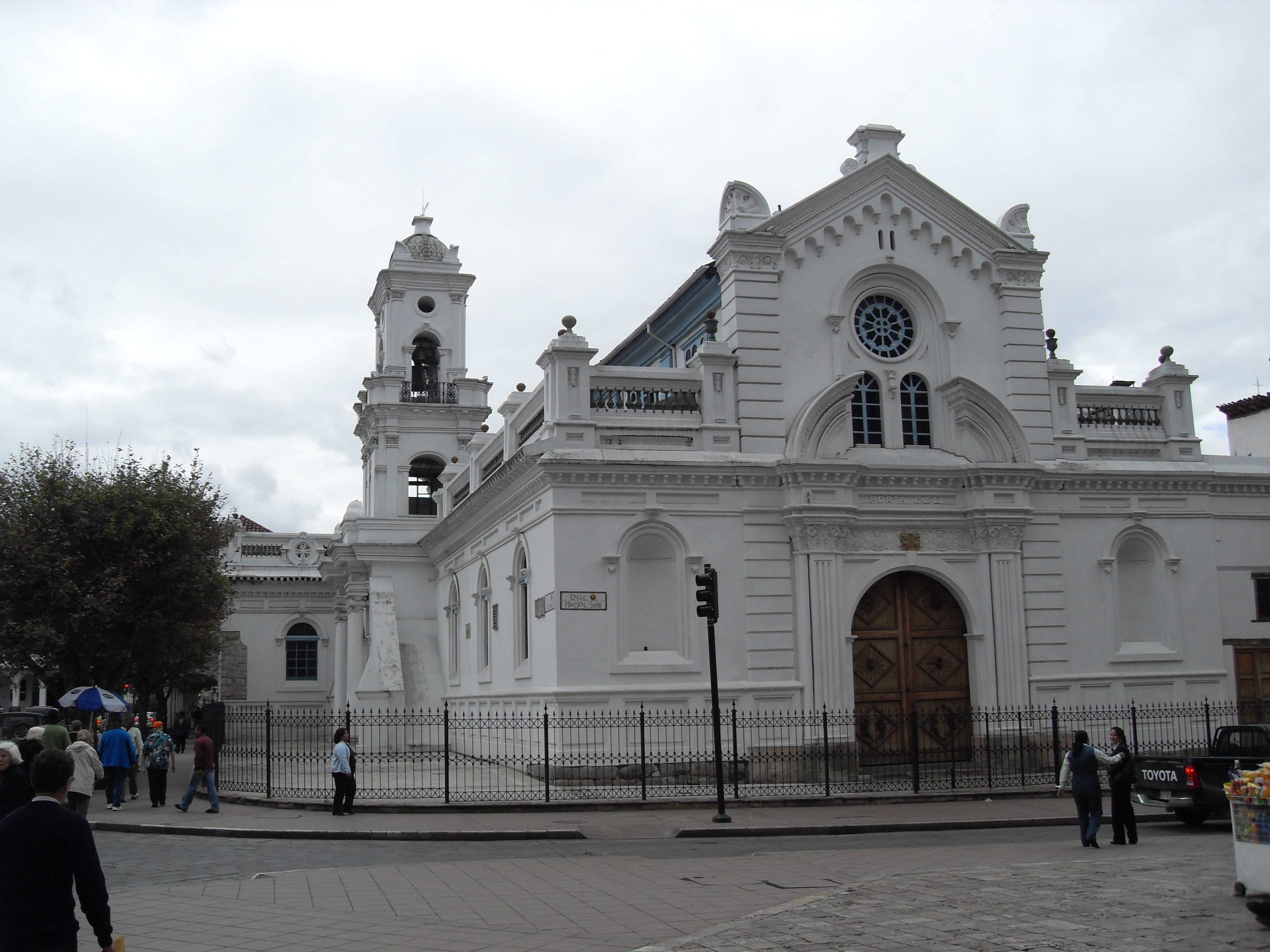
Antigua Catedral de Cuenca, uno de los primeros edificios construidos, convertida actualmente en museo conservando su uso en celebraciones religiosas católicas

En 1563, al crearse la Real Audiencia de Quito pasó a formar parte de esta en calidad de corregimiento; bajo su jurisdicción quedaron las poblaciones de Azogues, Cañar, Cañaribamba (hoy llamada Girón), Cumbe, Déleg, Gualaceo, Paute, Paccha, San Bartolomé y Sayausí. Esto duró hasta el año de 1777, cuando es elevada a la categoría de Gobernación.
En el año de 1730 llegó a esta ciudad la Misión Geodésica Francesa y en 1778 se realizó el primer censo real en la ciudad. El conteo oficial dio la cifra de 18.916 habitantes en la ciudad, de los cuales 12.936 estaban en la zona urbana y 5.983 en la zona rural. La estructura social tenía en su cima el 10 % de la población que eran españoles de sangre pura, el 22 % de la población que eran mestizos eran los siguientes, los indígenas eran la mayoría de la población y ocupaban el próximo nivel social con el 67% de la población y al final estaban los negros con el 1%.
La ciudad continuó creciendo durante los tres siglos del virreinato, en los que se consolida una personalidad mestiza de rasgo sensible, amante del paisaje, conservadora de sus bienes, tranquila y laboriosa, que se enriqueció, particularmente, por el comercio de sus artesanías, en especial de sus tejidos, y gracias a la explotación y trabajo de los metales. Gracias a su desarrollo adquirió gran importancia social y política; fue así como, durante el Virreinato, logró convertirse en el principal enlace entre las poblaciones del sur de la Audiencia.
En este periodo la sociedad cuencana no se encontraba atraída por la cultura o las artes (se encontraban bajo el control de la iglesia) ni por la educación. Los artistas más destacados de la época fueron los escultores Gaspar Sangurima y Miguel Vélez, de quienes todavía se conservan sus cristos más representativos.
Durante este periodo la ciudad también tomó como modelo arquitectónico al usado en la península, particularmente el de la región de Andalucía.
Uno de los últimos gobernadores españoles de Cuenca fue Juan López-Tormaleo y Teijeiro.

### Independencia
Con el fin de obtener libertad se realizaron algunos intentos, pero fracasaron, hasta que el 3 de noviembre de 1820 José María Vásquez de Noboa como alcalde de la ciudad mandó a publicar unas Reales Órdenes Españolas, acompañado de la escolta militar; mientras se leía dicho mando en una esquina de la ciudad, nueve patriotas en complot con Vásquez se echaron sobre la escolta y la desarmaron a la fuerza. Además, muchas personas de los asentamientos de Gualaceo, Chordeleg, Azogues, participaron de este acto heroico. Manuel Dávila Chica, fue un comandante de la Milicia Auxiliar del cantón Gualaceo; también participó en la formulación de la Constitución de la República de Cuenca el 15 de noviembre de 1820 en calidad de diputado. Por otro lado, a pedido del Mariscal Antonio José de Sucre, en la Batalla de Pichincha del 24 de mayo de 1822 Gualaceo y sus parroquias contribuyeron con 100 hombres y 10 caballos, así como un aporte de 200 pesos sin intereses ni devolución por parte de Manuel Dávila Chica según el Libro de las Bodas de Oro de la Iglesia Matriz de Gualaceo -2012- y el Libro Documentos para la Historia de la Villa de Gualaceo de Max Arízaga -1983-
Los nueve estaban comandados por el capitán Tomás Ordóñez, quién fue herido cuando se hallaba trabado en una lucha con un soldado y una bayoneta le atravesó la pierna de un golpe. Los patriotas se reunieron en la plaza de San Sebastián. Allí con un numeroso grupo de ciudadanos cuencanos proclamó la libertad e Independencia de Cuenca. Ordóñez, a pesar de encontrarse herido, recorrió las calles, animando y entusiasmando las multitudes. Luego se unieron dos sacerdotes: José Peñafiel y Juan María Ormaza, quien fue el principal orador y manifestó los sacrificios que todos debían hacer por la libertad e independencia. El jefe militar Antonio García Trelles, originario de España, al ver este ataque dio la orden a sus 109 soldados para que salgan del cuartel e iniciaran la pelea entre la gente del pueblo y los militares.
En la tarde del día 4 de noviembre llega la ayuda desde la población de Chuquipata al mando de otro sacerdote, Javier Loyola. Con la llegada de esa gente los patriotas lograron vencer finalmente a la tropa española.
Con la independencia, los patriotas proclamaron la República de Cuenca. El 8 de noviembre fue convocado el Consejo de la Sanción para elaborar el Plan de Gobierno o Ley Fundamental de la República de Cuenca, luego conocida como la Constitución Política Cuencana de 1820, aprobada por los diputados el 15 de noviembre de 1820. La Junta Suprema de Gobierno fue presidida por José María Vázquez de Noboa, quien en ese momento comunicó la hazaña libertaria al entonces vicepresidente de la Gran Colombia, el general Francisco de Paula Santander.

#### Represión y verdadera independencia
Sin embargo la alegría no duró mucho ya que el 20 de diciembre de 1820 los patriotas fueron derrotados en Verdeloma, por el coronel Francisco González, quien con 600 soldados veteranos y bien armados se enfrentó con un millar de hombres sin experiencia y poco armados, dejando a su paso más de 200 cadáveres en el campo de batalla para luego irrumpir en Cuenca y así acabar con la República.
Después de poco más de un año de la represión y luego de realizar la campaña de Machala a Saraguro y de este lugar a Cuenca, el general Antonio José de Sucre hizo su entrada triunfal al mando de sus tropas el 21 de febrero de 1822. Cuando las tropas realistas, a cuyo frente se halla el coronel Carlos Tolrá, vieron aproximarse a las fuerzas libertadoras, abandonaron la ciudad y se dirigieron a Riobamba.
Finalmente la independencia real se dio cuando todo el territorio de la Real Audiencia de Quito, actual Ecuador, se independizó el 24 de mayo de 1822 en la batalla del Pichincha, batalla en la cual el cuencano Abdón Calderón a pesar de recibir múltiples heridas no se retiró de la lucha y murió días después en un hospital en Quito. Dicho acto durante la batalla fue considerado heroico por el libertador Simón Bolívar y este lo ascendió de rango luego de fallecido. Abdón Calderón ahora es considerado un héroe a nivel nacional.
Asimismo, Sucre al recapturar Cuenca el 21 de febrero, obtuvo de su Consejo local un decreto en el cual se proclamaba la integración de la ciudad y provincia de Cuenca a la República de la Gran Colombia.

### Etapa republicana

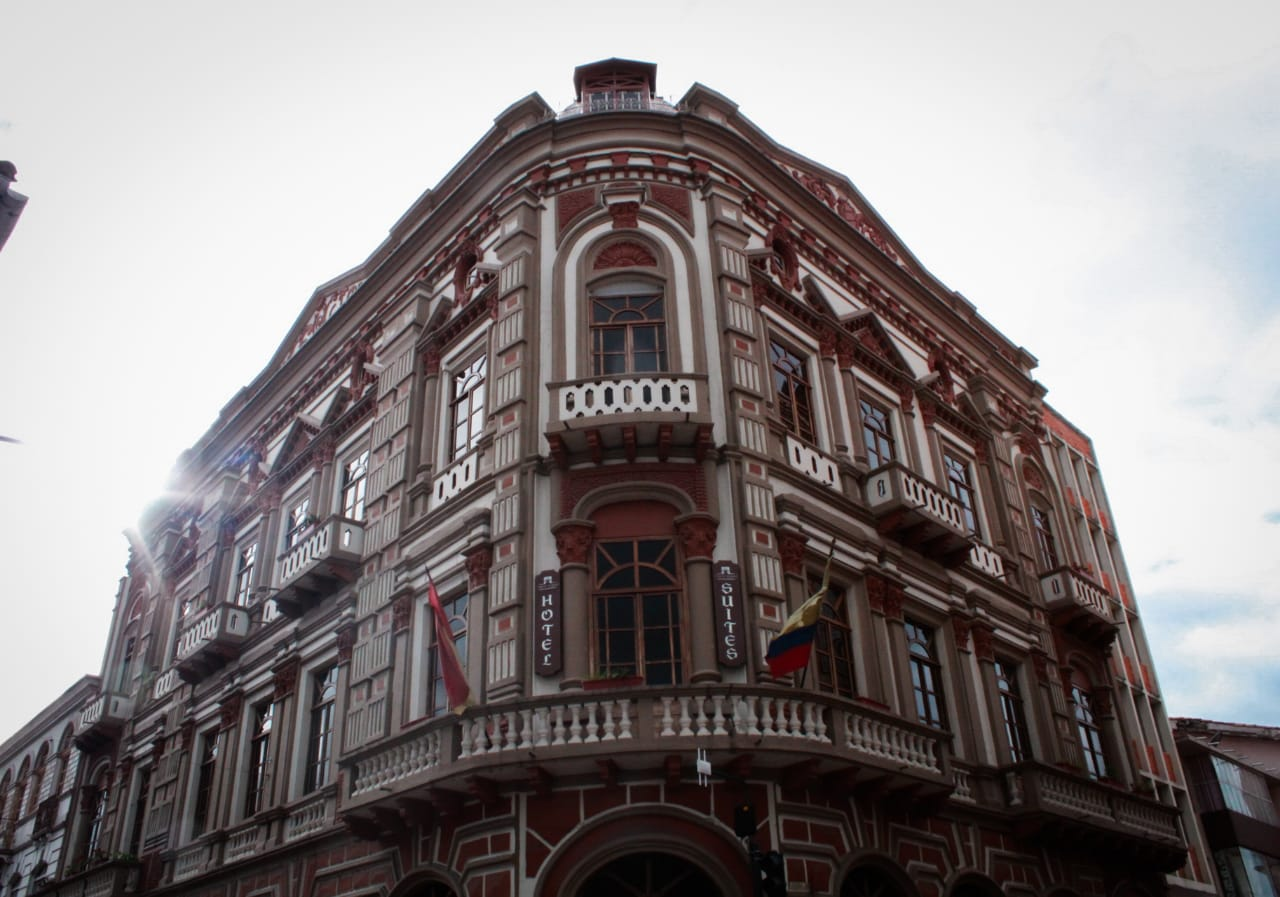
Ejemplo de arquitectura republicana en el Centro Histórico de Cuenca.

En 1828, durante la guerra grancolombo-peruana, la ciudad estuvo a punto de caer en manos del Perú, cuyas fuerzas eran comandadas por el general cuencano y presidente Mariscal José de la Mar. Sin embargo en la batalla del Portete de Tarqui, al sur de la ciudad, las fuerzas de la Gran Colombia al mando del Mariscal Sucre lograron derrotar al ejército peruano evitando así que llegaran a la ciudad.
También en 1828, Fray Vicente Solano, el precursor del movimiento de las artes en la ciudad, introdujo la primera imprenta, además importó libros y fundó el primer periódico, llamado Eco del Azuay.
Tras la separación de la República de Quito (que luego pasaría a llamarse República de Ecuador) de la Gran Colombia en 1830, Cuenca se convirtió en la capital de la provincia de Azuay.
Durante la construcción del Canal de Panamá en Cuenca se empezó a hacer en masa los Sombreros de Paja toquilla, y a pesar del enorme descenso en la demanda, después de que el Canal concluyese, el sombrero de paja toquilla pasó a formar parte de la vestimenta típica de esta zona, elemento destacado en la vestimenta de la chola cuencana, y Cuenca se convirtió en el hogar adoptivo de este producto.
En el año de 1885 se inició la construcción en el centro de la ciudad de la nueva Catedral de Cuenca, también llamada Catedral de la Inmaculada Concepción, que no sería completada hasta 1975. Los planos de la catedral fueron elaborados por el hermano redentorista alemán Juan Bautista Stiehle, quien, siguiendo los lineamientos dados por el obispo León Garrido, diseñó un templo de grandes dimensiones, sin embargo nunca se llegó a construir la catedral como indicaban los planos (las dos torres de la fachada también deberían haber tenido sus cúpulas). Hoy en día es uno de los mayores y más conocidos íconos de la ciudad.
Luis Cordero Crespo, quien fue presidente de Ecuador, vivió casi toda su vida en Cuenca e incluso compuso la letra de su himno. Cuencano de corazón, él fue un personaje que destacó en la poesía y la literatura. Otros personajes importantes de la ciudad de esta época fueron Remigio Crespo Toral, Alberto Muñoz Vernaza, Miguel Febres Cordero (más conocido como el Santo Hermano Miguel), Antonio Borrero Cortázar, entre otros.

### sigloXX
Para inicios del siglo XX, Cuenca había sido relegada del plano nacional debido a que los principales centros urbanos del país estaban bien establecidos en Quito y Guayaquil, además no era una ciudad grande ya que se había estancado en varios aspectos como la industria, el comercio y la cultura. A mediados de siglo se toma conciencia de esta situación y se impulsa el crecimiento regional, se mejoran los servicios básicos con la creación de la EMLAT (Empresa de Electricidad, Agua Potable y Teléfono, hoy ETAPA), se eleva la tasa de crecimiento urbano, se fundan nuevas universidades, se realizan estrategias y alianzas comerciales para elevar la producción, se toma a las artesanías (inversión en la industria de la paja toquilla) y al turismo para impulsar la imagen de la ciudad que poco a poco volvió al plano nacional.
El 12 de abril de 1904 se inauguró la primera exposición de Azuay para celebrar por primera vez la fundación española de Cuenca, luego de 347 años. Entre las presentaciones de la feria se destacó la presentación del Himno de Azuay, el cual se oficializó en 1938 y se lo declaró como el himno oficial de la ciudad.

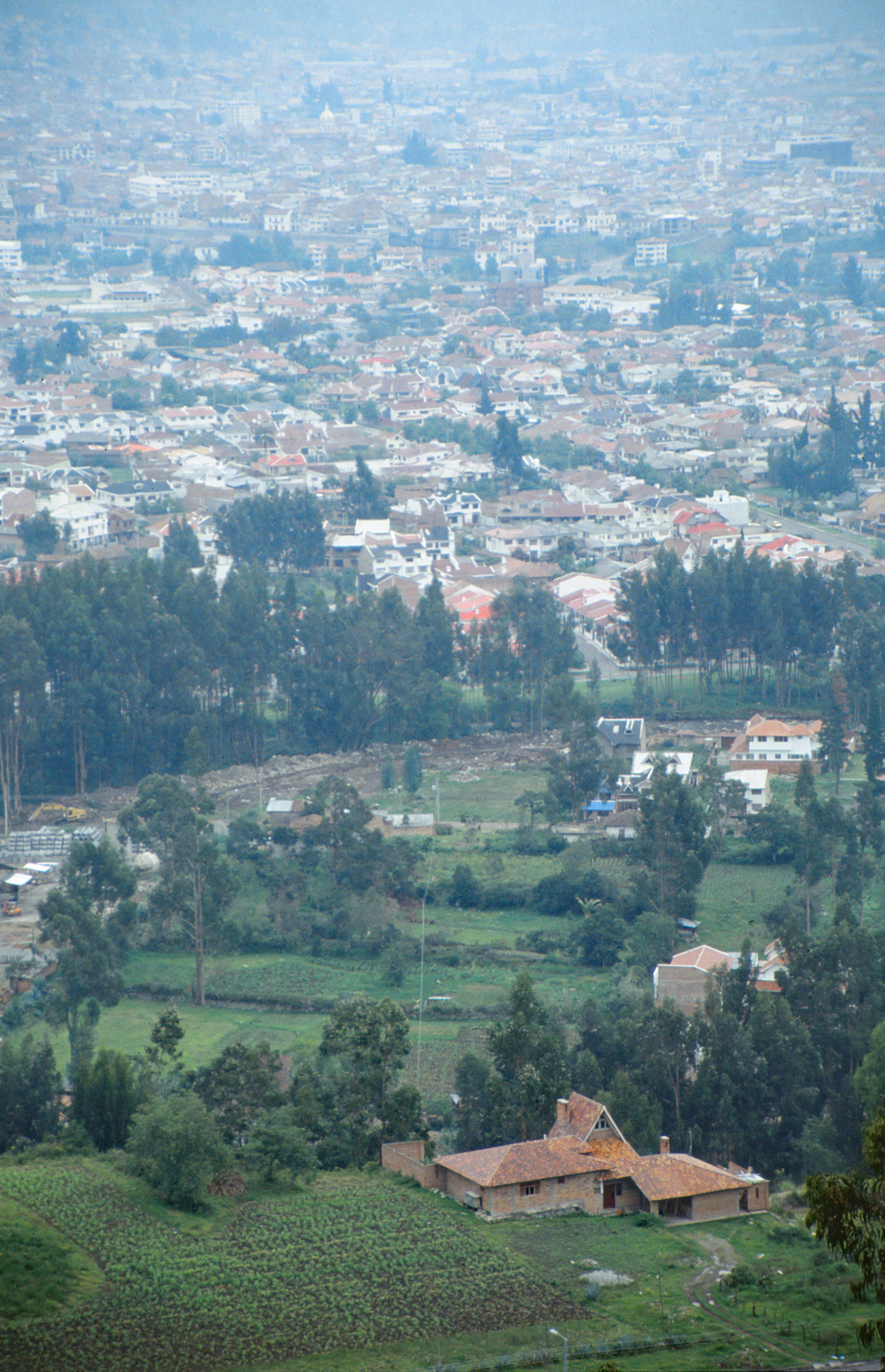
Cuenca en 1994.

En la década de 1960 la ciudad empezó a experimentar un importante crecimiento físico y poblacional. Para 1964, el área urbana de Cuenca tenía cerca de 80.000 habitantes y ocupaba una superficie de aproximadamente 1000 hectáreas. La ciudad que ya había rebasado los límites del río Tomebamba y de la Calle Larga (que hoy en día separan la parte antigua de la parte moderna de la ciudad) y continuó su expansión en todas direcciones. Durante los años 70 también se impulsan los deportes, lo que da lugar a la creación del Club Deportivo Cuenca.
El 29 de marzo de 1993 sucede el Desastre de La Josefina, en el sector de La Josefina, al este de Cuenca, en la cuenca media del río Paute. Se produjo un macro deslizamiento del cerro Tamuga de 30 millones de m³, el cual provocó el represamiento de los ríos Cuenca y Jadán con un volumen aproximado de 200 millones de m³ de agua, almacenados por el lapso de un mes. Finalmente el 1 de mayo se reabrió el flujo de agua. Aunque la tragedia afectó gravemente al vecino cantón Paute, la inundación no llegó a la ciudad de Cuenca pero sí cortó sus principales vías de comunicación con el norte del país incluyendo la carretera Panamericana y el ferrocarril, y mientras que la carretera fue reparada, el ferrocarril no ha llegado a la ciudad desde ese momento.
Durante la década de 1990 la ciudad mantuvo su crecimiento, fomentando la educación y la cultura, y para finalizar el siglo, en el año de 1999 su centro histórico es declarado Patrimonio Cultural de la Humanidad, un evento que marcaría la identidad de la ciudad.

### Actualidad
Para el año 2000 ya contaba con una población de más de 270.000 personas en todo el cantón y durante el transcurso de la década inició un proceso de recuperación de su patrimonio, en especial en el centro histórico, y también inició un proceso de modernización. Las remesas enviadas por los inmigrantes también han tenido un fuerte impacto, tanto positivo como negativo, en la ciudad, en especial en la parte rural.
Durante los siguientes años, Cuenca también se ha ido consolidando como un atractivo turístico internacional. El 12 de abril de 2007, en el ambiente creado por la celebración de los 450 años de fundación de la ciudad y como parte de la agenda de la reunión de los Alcaldes de la Red de Ciudades Patrimoniales, Universitarias y Saludables, Mirta Roses Periago, entonces directora de la Organización Panamericana de la Salud, declaró a Cuenca como ciudad saludable. Además, en enero de 2011, Cuenca fue declarada por la Asamblea Nacional de Ecuador como una ciudad universitaria.

## Geografía

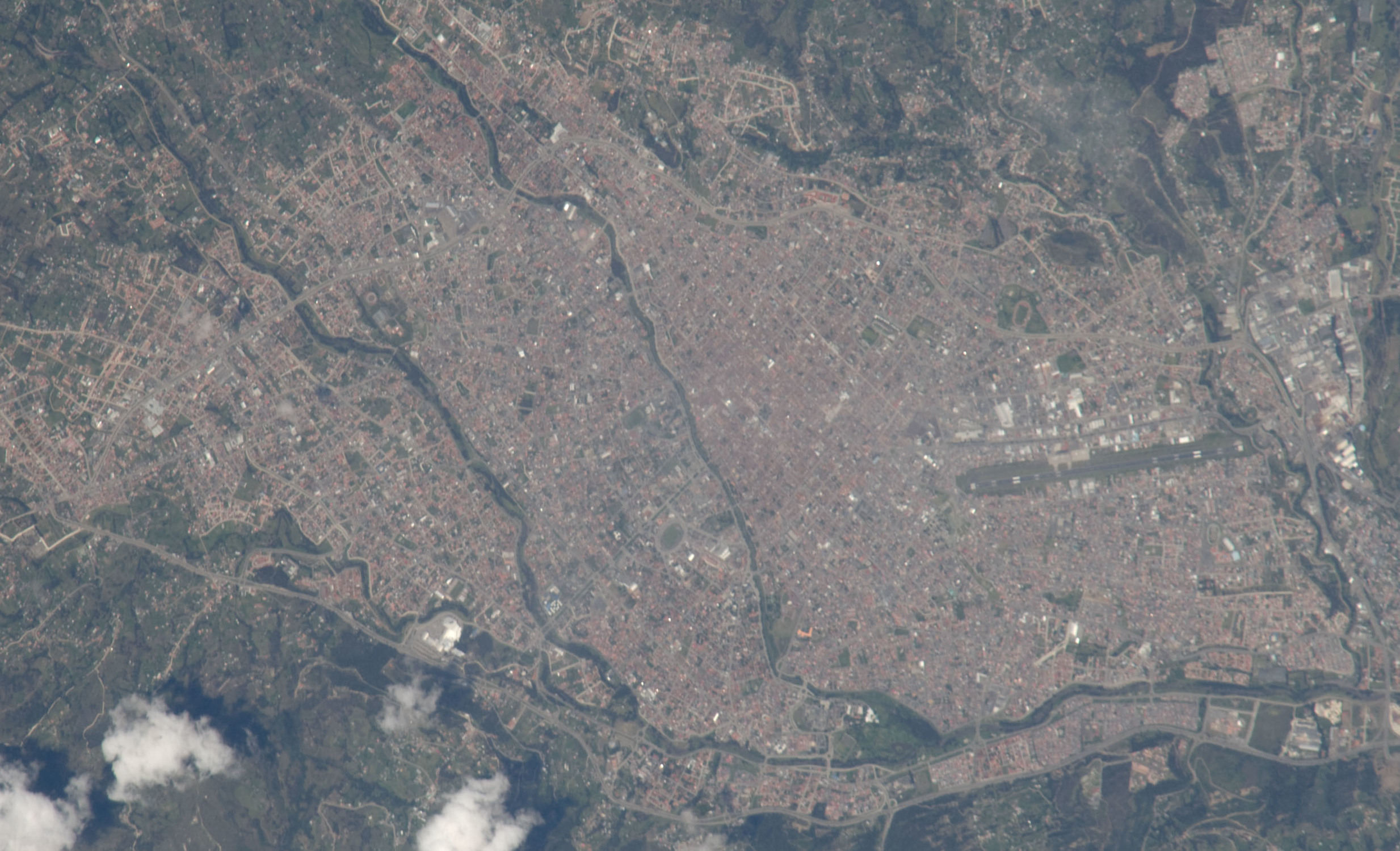
Vista aérea de la ciudad de Cuenca.

La ciudad está situada a 432 km por carretera al sur de Quito, capital de la República, y a 191 km por carretera al este de la ciudad de Guayaquil, principal puerto ecuatoriano.
Se encuentra en la Región Interandina del Ecuador (Región Sierra) en la parte centro sur. Está dividida naturalmente en tres terrazas y subdividida en dos partes por el río Tomebamba, demarcando el centro histórico, que se encuentra en la terraza media, en donde se hallan sus iglesias, calles adoquinadas y casas republicanas hasta el Barranco, accidente natural y límite entre el centro histórico y la parte moderna de Cuenca, esto ya en la terraza baja en donde encontramos modernos edificios, barrios residenciales, centros comerciales y amplias avenidas y áreas verdes. Cuenca está atravesada en varios sectores por los ríos Tomebamba, Yanuncay, Tarqui y Machángara. Estos ríos se unen al noreste de la ciudad y forman el río Cuenca. Su plaza central está situada a 2550 m s. n. m.

### Clima
De acuerdo con la clasificación climática de Köppen, Cuenca experimenta un clima húmedo de montaña (Cfbi), el cual se caracteriza por pequeñas oscilaciones térmicas diurnas y anuales, gozando de un clima primaveral durante todo el año, además de poseer humedad relativa elevada. Debido a que las estaciones del año no son sensibles en la zona ecuatorial, tiene exclusivamente dos estaciones: un lluvioso y fresco invierno, que va de octubre a abril, y un «verano» seco y ligeramente más frío, entre mayo y septiembre. 
Su temperatura promedio anual es de 16,3 °C; siendo diciembre el mes más cálido, con un promedio de 17,1 °C, mientras julio es el mes más frío, con 14,9 °C en promedio. Es un clima isotérmico, con una amplitud térmica anual inferior a 3 °C entre el mes más frío y el más cálido. En cuanto a la precipitación, goza de lluvias abundantes y regulares durante el invierno, mientras en el verano llueve poco. Los índices de precipitación rondan los 900 mm por año; hay una diferencia de 115,4 mm de precipitación entre los meses más secos y los más húmedos; marzo (22 días) tiene los días más lluviosos por mes en promedio, mientras la menor cantidad de días lluviosos se mide en agosto (10 días). La humedad relativa también es constante, con un promedio anual de 84,4%. 
| Parámetros climáticos promedio de Cuenca, Ecuador   | Parámetros climáticos promedio de Cuenca, Ecuador | Parámetros climáticos promedio de Cuenca, Ecuador | Parámetros climáticos promedio de Cuenca, Ecuador | Parámetros climáticos promedio de Cuenca, Ecuador | Parámetros climáticos promedio de Cuenca, Ecuador | Parámetros climáticos promedio de Cuenca, Ecuador | Parámetros climáticos promedio de Cuenca, Ecuador | Parámetros climáticos promedio de Cuenca, Ecuador | Parámetros climáticos promedio de Cuenca, Ecuador | Parámetros climáticos promedio de Cuenca, Ecuador | Parámetros climáticos promedio de Cuenca, Ecuador | Parámetros climáticos promedio de Cuenca, Ecuador | Parámetros climáticos promedio de Cuenca, Ecuador |
| Mes                                                 | Ene.                                              | Feb.                                              | Mar.                                              | Abr.                                              | May.                                              | Jun.                                              | Jul.                                              | Ago.                                              | Sep.                                              | Oct.                                              | Nov.                                              | Dic.                                              | Anual                                             |
| --------------------------------------------------- | ------------------------------------------------- | ------------------------------------------------- | ------------------------------------------------- | ------------------------------------------------- | ------------------------------------------------- | ------------------------------------------------- | ------------------------------------------------- | ------------------------------------------------- | ------------------------------------------------- | ------------------------------------------------- | ------------------------------------------------- | ------------------------------------------------- | ------------------------------------------------- |
| Temp. máx. abs. (°C)                                | 26.7                                              | 26.1                                              | 27.2                                              | 24.4                                              | 25.0                                              | 25.0                                              | 22.8                                              | 25.6                                              | 25.0                                              | 27.2                                              | 27.2                                              | 27.2                                              | 27.2                                              |
| Temp. máx. media (°C)                               | 21.8                                              | 21.3                                              | 21.3                                              | 20.9                                              | 20.4                                              | 20.0                                              | 18.8                                              | 19.2                                              | 20.6                                              | 21.4                                              | 22.2                                              | 22.3                                              | 20.9                                              |
| Temp. media (°C)                                    | 16.9                                              | 16.6                                              | 16.7                                              | 16.6                                              | 16.2                                              | 15.9                                              | 14.9                                              | 15.1                                              | 15.9                                              | 16.4                                              | 16.8                                              | 17.1                                              | 16.3                                              |
| Temp. mín. media (°C)                               | 11.6                                              | 11.8                                              | 12.0                                              | 11.9                                              | 11.4                                              | 10.7                                              | 9.8                                               | 9.3                                               | 10.0                                              | 10.5                                              | 10.9                                              | 11.5                                              | 11                                                |
| Temp. mín. abs. (°C)                                | 3.3                                               | 2.8                                               | 3.9                                               | 1.1                                               | 0.0                                               | −0.6                                              | −1.7                                              | −1.1                                              | 2.2                                               | −0.6                                              | −0.6                                              | 1.1                                               | −1.7                                              |
| Precipitación total (mm)                            | 53.1                                              | 116.0                                             | 133.3                                             | 111.7                                             | 101.0                                             | 49.0                                              | 27.3                                              | 17.9                                              | 68.0                                              | 80.9                                              | 89.9                                              | 80.4                                              | 928.5                                             |
| Días de precipitaciones (≥ 1.0 mm)                  | 20                                                | 21                                                | 22                                                | 19                                                | 15                                                | 11                                                | 10                                                | 10                                                | 12                                                | 16                                                | 13                                                | 10                                                | 179                                               |
| Horas de sol                                        | 155                                               | 115                                               | 125                                               | 120                                               | 155                                               | 150                                               | 185                                               | 185                                               | 150                                               | 155                                               | 150                                               | 155                                               | 1800                                              |
| Humedad relativa (%)                                | 85                                                | 86                                                | 86                                                | 86                                                | 86                                                | 87                                                | 86                                                | 83                                                | 79                                                | 82                                                | 82                                                | 85                                                | 84.4                                              |
| Fuente n.º 1: NOAA Climas y viajes                  |                                                   |                                                   |                                                   |                                                   |                                                   |                                                   |                                                   |                                                   |                                                   |                                                   |                                                   |                                                   |                                                   |
| Fuente n.º 2: Climate-data.org Cuenca Climate Guide |                                                   |                                                   |                                                   |                                                   |                                                   |                                                   |                                                   |                                                   |                                                   |                                                   |                                                   |                                                   |                                                   |

### Hidrología

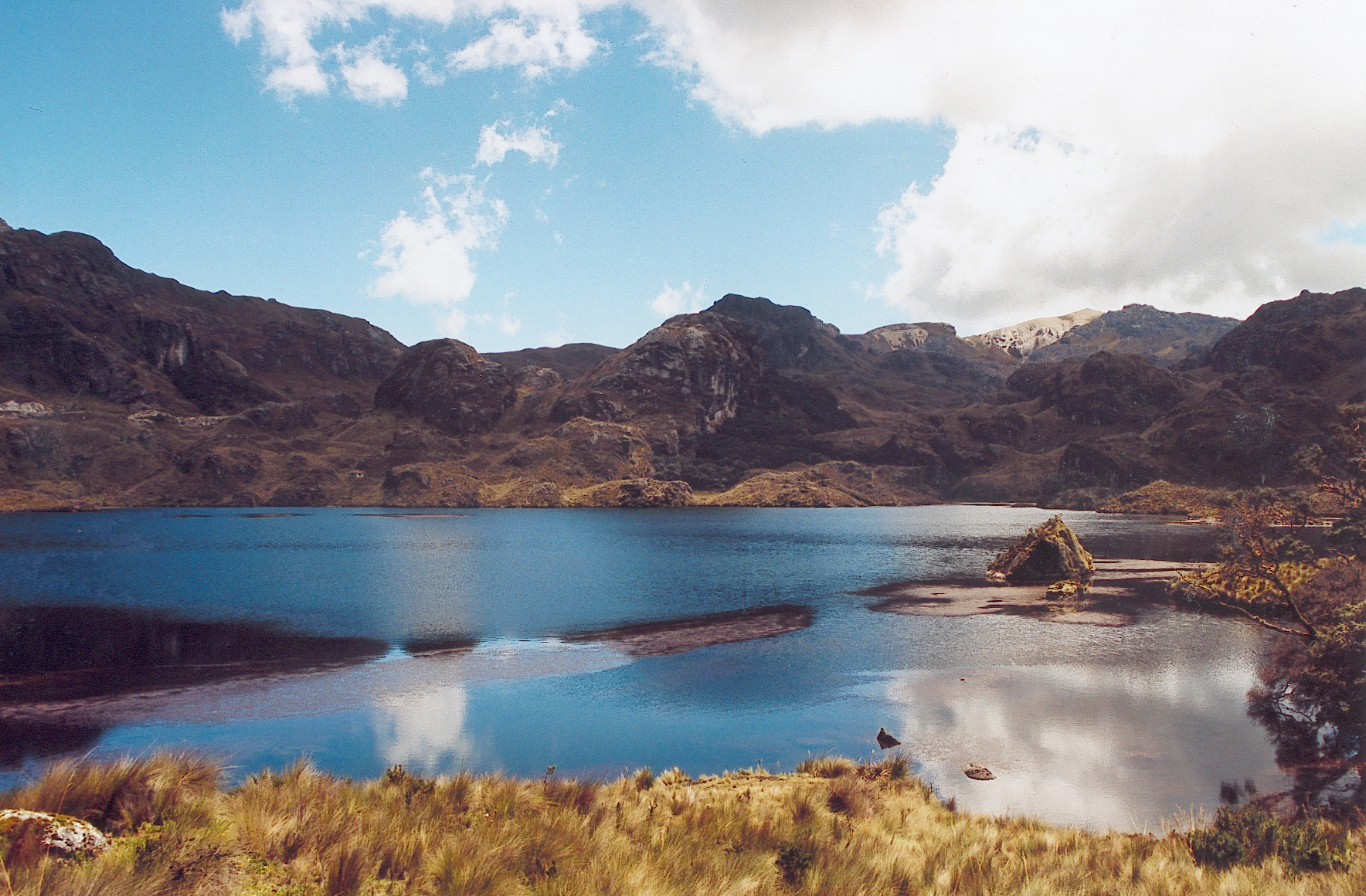
Vista de una de las lagunas del parque nacional Cajas, cerca de Cuenca.

La ubicación de la ciudad se vio favorecida por los cuatro principales ríos que pasan por la urbe, que se forman a partir de las lagunas de origen glacial del parque nacional Cajas ubicado a 30 km al oeste de la ciudad.
El río Tomebamba es el mayor de los cuatro ríos y destaca por su belleza paisajística especialmente por su recorrido por el sector de El Vado.
Debido al crecimiento de la ciudad los ríos, al igual que en otras partes del mundo, se fueron contaminando por recolectar las aguas servidas de la ciudad, sin embargo, desde la década de 1980, se emprendió un programa a cargo de la empresa municipal ETAPA para mejorar la calidad del agua de los ríos y se construyeron alrededor 70 km de interceptores en las márgenes de los cuatro ríos y de dos quebradas que atraviesan la ciudad. Luego se construyó la Planta de Tratamiento de Aguas Residuales, que entró en funcionamiento en noviembre de 1999. Desde entonces la calidad del agua de los ríos ha mejorado, al punto que se puede ver pescar a la gente a las orillas de estos.
Los ríos y riachuelos principales del cantón desembocan en la cuenca del Paute, que desemboca en el río Amazonas, y otros pequeños riachuelos a la cuenca del Jubones, que se dirige al Océano Pacífico.

## Gobierno y política

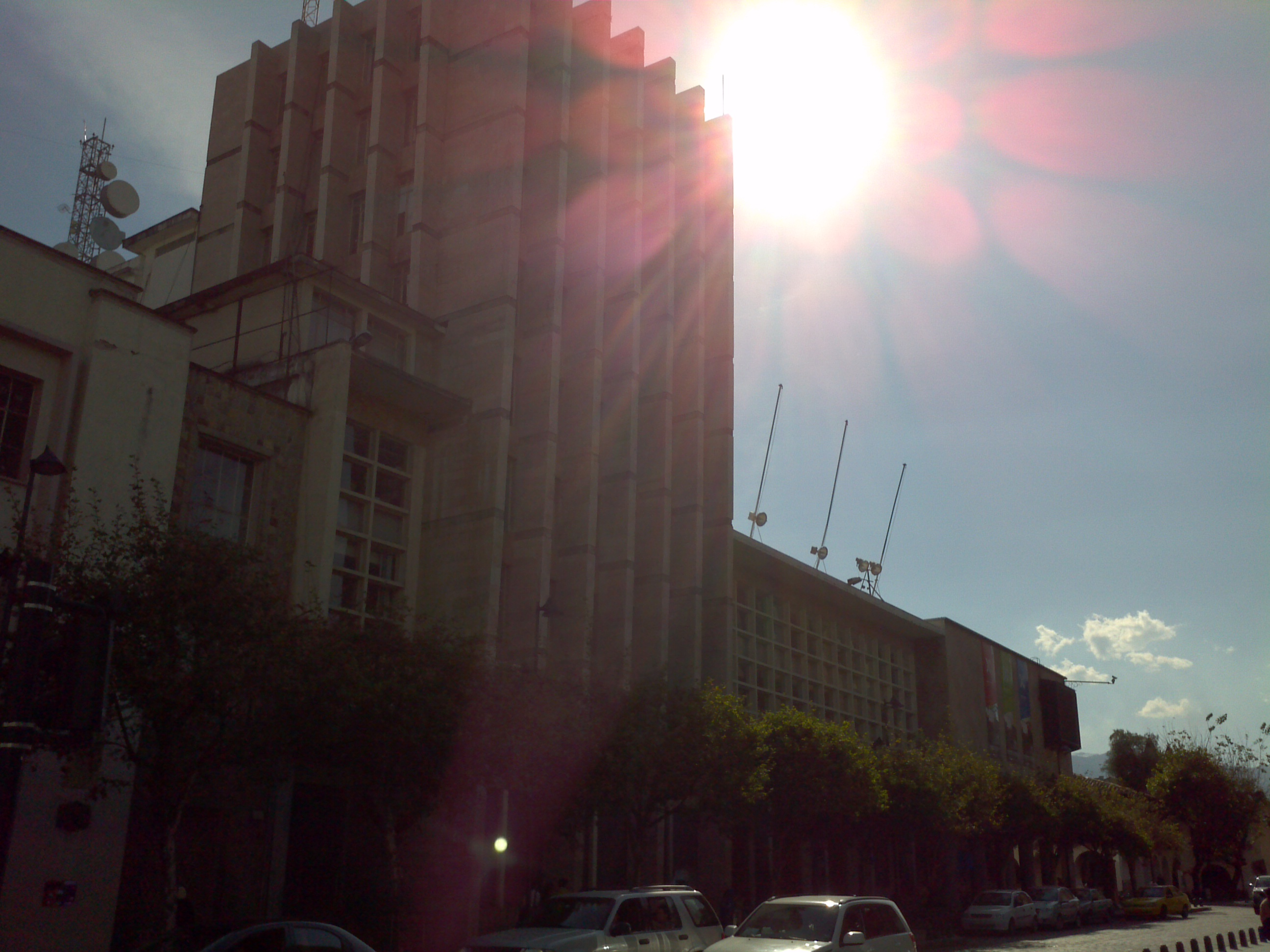
Vista del segundo edificio de la Alcaldía de Cuenca desde el parque Calderón. Sus líneas rectas son discordantes con el estilo de las demás fachadas del centro histórico.

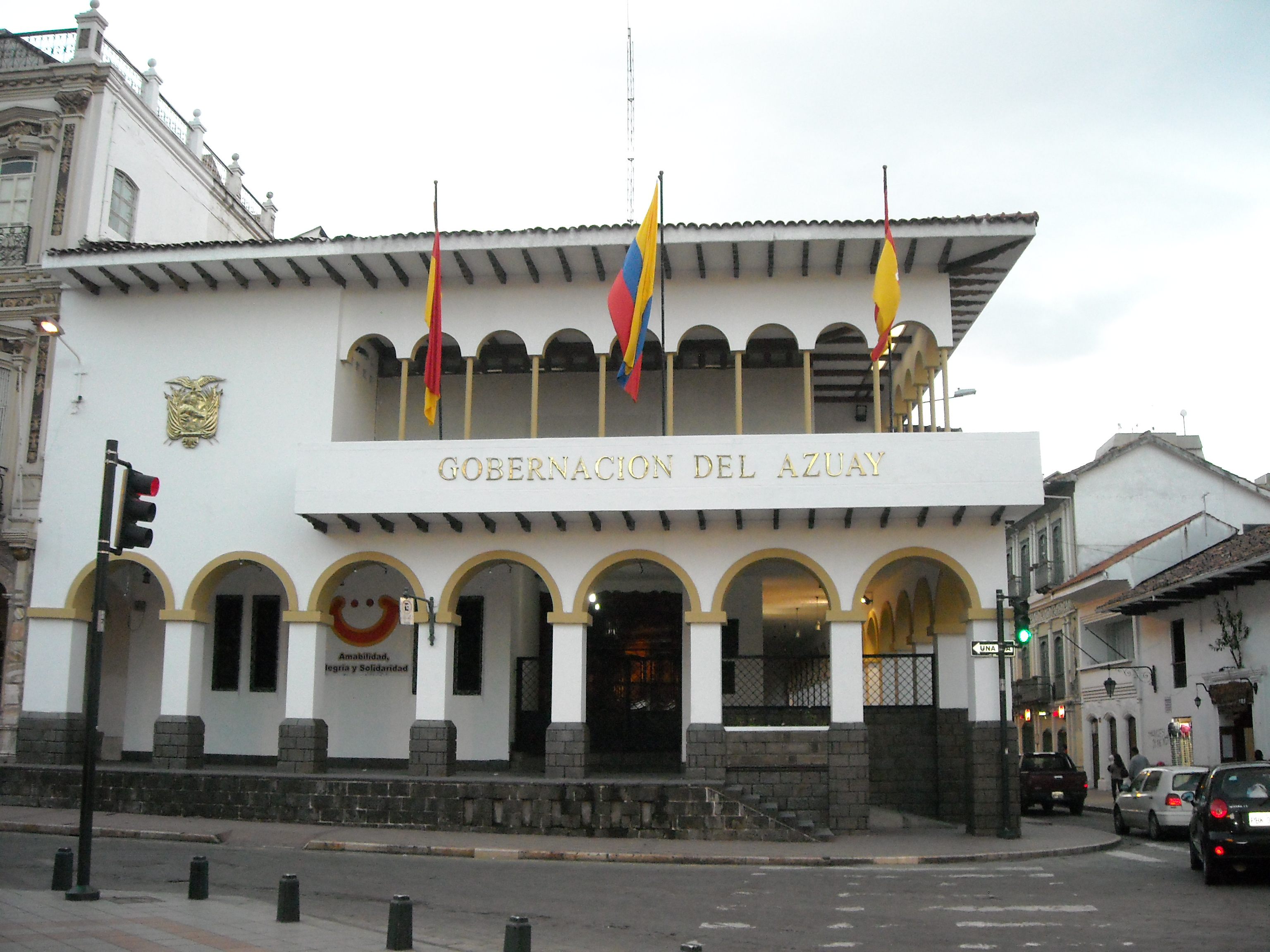
Vista frontal del edificio de la Gobernación de Azuay en Cuenca.

El cantón se encuentra bajo la administración de la Alcaldía de Cuenca. Al frente de la Alcaldía se encuentra el Concejo Municipal de Cuenca, encargado de proponer, aprobar y modificar leyes y ordenanzas. Está compuesto por 16 miembros: 15 concejales más el Alcalde, que también es el que preside el Concejo. Todos ellos son elegidos de forma democrática y por sufragio universal para un periodo de cuatro años.
Debido a que Cuenca es la capital de la provincia del Azuay, en la ciudad también se encuentran las oficinas principales de la Gobernación del Azuay y de la Prefectura del Azuay.
La ciudad de Cuenca es la capital de la provincia del Azuay, por lo cual es sede de la Gobernación y de la Prefectura de la provincia. La Gobernación está dirigida por un ciudadano con título de Gobernador del Azuay y es elegido por designación del propio Presidente de la República como representante del poder ejecutivo del estado. La Prefectura, algunas veces denominada como Gobierno Provincial, está dirigida por un ciudadano con título de Prefecto Provincial del Azuay y es elegido por sufragio directo en fórmula única junto al candidato viceprefecto. Las funciones del Gobernador son en su mayoría de carácter representativo del Presidente de la República, mientras que las funciones del Prefecto están orientadas al mantenimiento y creación de infraestructura vial, turística, educativa, entre otras.
La Municipalidad de Cuenca, se rige principalmente sobre la base de lo estipulado en los artículos 253 y 264 de la Constitución Política de la República y en la Ley de Régimen Municipal en sus artículos 1 y 16, que establece la autonomía funcional, económica y administrativa de la Entidad.

### Alcaldía
El poder ejecutivo de la ciudad es desempeñado por un ciudadano con título de alcalde de Cuenca, el cual es elegido por sufragio directo en una sola vuelta electoral sin fórmulas o binomios en las elecciones municipales. El vicealcalde no es elegido de la misma manera, ya que una vez instalado el Concejo Cantonal se elegirá entre ellos un encargado para aquel cargo. El alcalde y el vicealcalde duran cuatro años en sus funciones, y en el caso del alcalde, tiene la opción de reelección inmediata o sucesiva. El alcalde es el máximo representante de la municipalidad y tiene voto dirimente en el concejo cantonal, mientras que el vicealcalde realiza las funciones del alcalde de modo suplente mientras no pueda ejercer sus funciones el alcalde titular.
El alcalde cuenta con su propio gabinete de administración municipal mediante múltiples direcciones de nivel de asesoría, de apoyo y operativo. Los encargados de aquellas direcciones municipales son designados por el propio alcalde. Actualmente, el alcalde de Cuenca es Cristian Zamora Matute, elegido para el periodo 2023 - 2027.

### Concejo cantonal
El poder legislativo de la ciudad es ejercido por el Concejo Municipal de Cuenca el cual es un parlamento unicameral que se constituye al igual que en los demás cantones mediante la disposición del artículo 253 de la Constitución Política Nacional. De acuerdo a lo establecido en la ley, la cantidad de miembros del concejo representa proporcionalmente a la población del cantón.
Cuenca posee quince concejales, los cuales son elegidos mediante sufragio (Sistema D'Hondt) y duran en sus funciones cuatro años pudiendo ser reelegidos indefinidamente. De los quince concejales, catorce representan a la población urbana mientras que uno representa a las zonas rurales. El alcalde y el vicealcalde presiden el concejo en sus sesiones. Al recién instalarse el concejo cantonal por primera vez los miembros eligen de entre ellos un designado para el cargo de vicealcalde de la ciudad.
Los miembros del concejo cantonal organizarán las distintas comisiones municipales conforme a lo preescrito en los artículos 85 y 93 de la Codificación de Ley Orgánica de Régimen Municipal. Las comisiones están conformadas por los miembros principales y suplentes del concejo cantonal y por designados dentro de las diferentes instituciones públicas del cantón. Un concejal puede ser parte de más de una comisión.

### Organización territorial
Véase organización territorial del Cantón Cuenca.

## Urbanismo

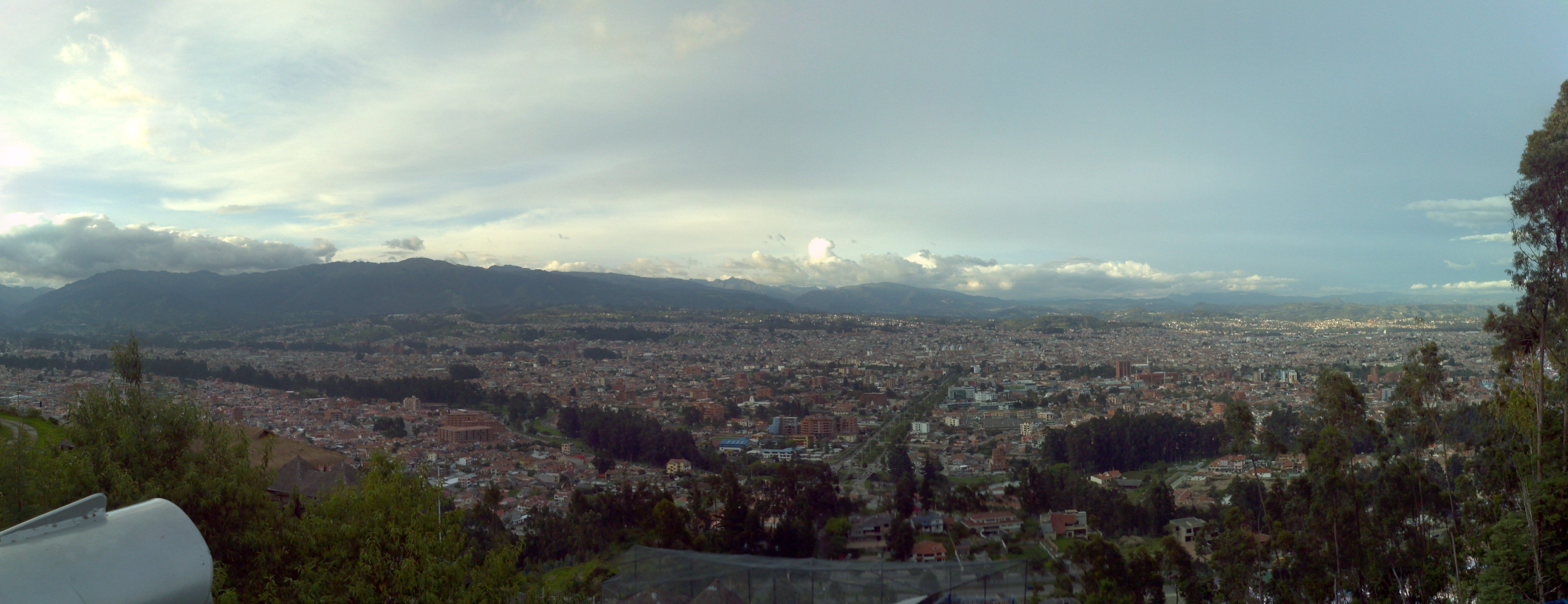
Panorámica de la ciudad desde el mirador de Turi.

- Superficie del área urbana de la ciudad de Cuenca: 157,3 kilómetros cuadrados.

La ciudad, particularmente en su zona histórica y central, conserva su trazado en cuadras perpendiculares o en damero, propio de los cánones urbanísticos españoles de la época de su fundación. Su centro histórico está constituido por una ciudad de aires coloniales, pero que es, en verdad, republicana, pues la mayoría de sus atractivas construcciones proceden del siglo XIX. Hay unas pocas edificaciones del siglo XVIII, sobre todo los dos conventos de clausura, el de El Carmen y el de la Inmaculada Concepción, parte de la antigua catedral, y unas pocas casas particulares, y el conjunto está constituido por 26 edificios de valor monumental, 602 de valor arquitectónico y 830 de valor ambiental. Según el documento de la UNESCO, se reconoce en Cuenca «la belleza de su centro histórico, con un tipo particular de arquitectura republicana» y «la armonía que guarda con su entorno geográfico».

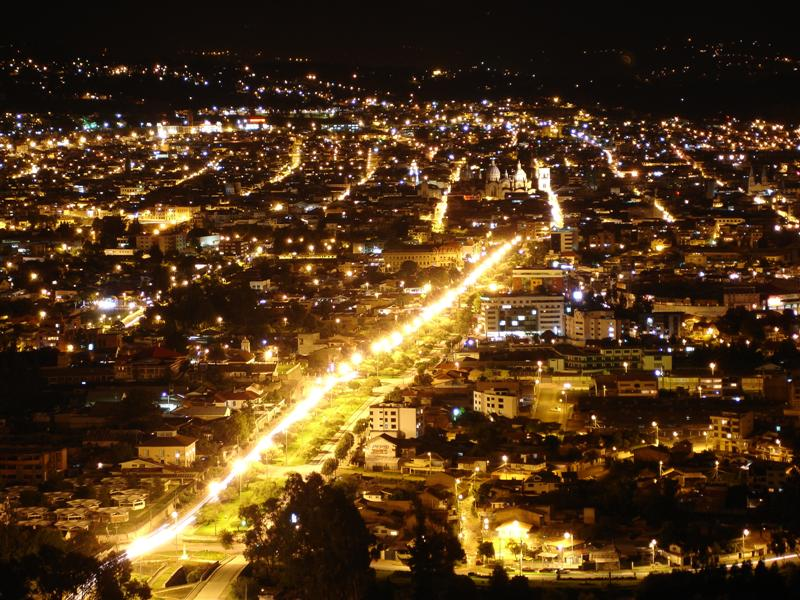
Vista nocturna de Cuenca.

En la actualidad, Cuenca es una de las ciudades que tiene una de las más altas coberturas de servicios básicos, tanto en los sectores rural y urbano, en relación con el resto de Ecuador y de otras ciudades de la región. Por ejemplo, el agua potable y el alcantarillado llegan al 97,5 % por ciento de la población urbana y al 93 % de la población rural. El pueblo vive el conflicto entre la modernización y la conservación de su patrimonio arquitectónico y urbanístico que le dio méritos para su declaratoria por la UNESCO como Patrimonio Cultural de la Humanidad, en algunas calles los adoquines antiguos fueron cambiados por pavimento moderno, y algunas casas antiguas y muchos talleres y negocios tradicionales como carpinterías, panaderías a base de horno de leña, tiendas de sombreros, entre otros, están siendo sustituidos por edificaciones moderna cuya estética amenaza desdibujar la imagen y el encanto tradicional de la ciudad, afectada también, como muchas urbes modernas, por el creciente tráfico vehicular y la consiguiente contaminación ambiental, especialmente de ruido. Sin embargo el municipio y sus propios habitantes aún logran cuidar y mantener su patrimonio.
Fuera del centro histórico, se encuentran las grandes avenidas, edificios modernos de varios pisos, grandes parques, zonas industriales, centros comerciales, entre otros, convirtiendo a la ciudad en una mezcla entre lo antiguo y lo moderno.

### Parques principales
Entre los principales parques que tiene la ciudad de Cuenca son los siguientes:
- Parque Calderón
- Parque de la Madre
- Parque El Paraíso
- Parque de la Luz
- Parque Miraflores
- Parque de la Libertad
- Parque Tarqui Guzho

## Demografía
Cuenta con 603.269 habitantes en la ciudad y 636.996 habitantes en el cantón, según datos del 2020. La mayor cantidad de habitantes se encuentra en la zona urbana. Eso se debe, en parte, al incremento de las fuentes de trabajo disponibles y a la construcción de viviendas. La conurbación de Cuenca, que incluye el cantón homónimo, al igual que los cantones de la provincia de Cañar de Azogues, Biblián y Déleg pone la población metropolitana a 796,946 en la denominada conurbación Cuenca-Azogues.
| \| Año \| Número de habitantes \| \| ---- \| -------------------- \| \| 1950 \| 122 434 \| \| 1962 \| 143 031 \| \| 1974 \| 213 027 \| \| 1982 \| 275 070 \| \| 1990 \| 331 028 \| \| 2000 \| 417 632 \| \| 2010 \| 505 585 \| |                      |
| Año | Número de habitantes |
| 1950 | 122 434              |
| 1962 | 143 031              |
| 1974 | 213 027              |
| 1982 | 275 070              |
| 1990 | 331 028              |
| 2000 | 417 632              |
| 2010 | 505 585              |

Durante las décadas de 1980 y 1990 la población rural experimentó un descenso en su tasa de crecimiento, especialmente en la década de 1990 donde muchos se dirigieron al área urbana y también al extranjero debido a la fuerte crisis económica a nivel nacional. Sin embargo, en el último censo del año 2010, el crecimiento en el área rural de Cuenca volvió a subir, mientras que el área urbana experimentó un aumento muy pequeño, esto puede deberse a que la mayoría de los espacios en el área urbana ya estaban ocupados, por lo que la gente se ha dirigido a parroquias rurales como Baños, San Joaquín o Ricaurte, que ahora están conectadas directamente al área urbana. Además ha provocado el aumento del número de edificios en el área urbana, alrededor del centro histórico.
| \| Año \| Total \| Urbana \| Rural \| \| ---- \| ------- \| ------- \| ------- \| \| 1950 \| 122 434 \| 52 696 \| 69 738 \| \| 1962 \| 143 031 \| 74 765 \| 68 266 \| \| 1974 \| 213 027 \| 104 470 \| 108 557 \| \| 1982 \| 275 070 \| 152 406 \| 122 664 \| \| 1990 \| 331 028 \| 194 981 \| 136 047 \| \| 2000 \| 417 632 \| 331 028 \| 86 604 \| \| 2010 \| 505 585 \| 331 888 \| 173 697 \| |         |         |         |
| Año | Total   | Urbana  | Rural   |
| 1950 | 122 434 | 52 696  | 69 738  |
| 1962 | 143 031 | 74 765  | 68 266  |
| 1974 | 213 027 | 104 470 | 108 557 |
| 1982 | 275 070 | 152 406 | 122 664 |
| 1990 | 331 028 | 194 981 | 136 047 |
| 2000 | 417 632 | 331 028 | 86 604  |
| 2010 | 505 585 | 331 888 | 173 697 |

Actualmente las provincias de Azuay y Cañar son una zona de alta emigración al exterior, miles de personas de todos los estratos sociales han viajado a otros países, sobre todo a Estados Unidos, España e Italia; en busca de una manera de obtener dinero para sus familias. Muchos migrantes con sus remesas han logrado que mejoren las condiciones de vida de sus familias, especialmente en el área rural, y son una fuente importante de ingresos para el presupuesto nacional. Sin embargo este fenómeno también ha contribuido a que en la ciudad exista un mayor número de mujeres que de hombres, debido a que el 66% de las personas que emigran son hombres, además contribuye a la desintegración familiar.
| \| Año \| Hombres \| Mujeres \| Total \| \| ---- \| ------- \| ------- \| ------- \| \| 1990 \| 156 005 \| 175 023 \| 331 028 \| \| 2000 \| 195 683 \| 221 949 \| 417 632 \| \| 2010 \| 239 497 \| 266 088 \| 505 585 \| |         |         |         |
| Año | Hombres | Mujeres | Total   |
| 1990 | 156 005 | 175 023 | 331 028 |
| 2000 | 195 683 | 221 949 | 417 632 |
| 2010 | 239 497 | 266 088 | 505 585 |

Actualmente existen cerca de 3500 extranjeros en la ciudad, principalmente jubilados procedentes de varios países, en especial Estados Unidos, Europa y Australia, que han llegado a esta ciudad para quedarse y disfrutar de su clima, alto nivel de vida, bajos costos, además de la amabilidad de su gente y la tranquilidad que caracteriza a esta urbe.

### Etnia
Los cuencanos proceden de una herencia étnica formada por pueblos originarios como los cañaris e incas, y de colonos españoles, italianos, alemanes que llegaron a mediados del siglo XIX. El personaje típico de la ciudad también nace de esta mezcla, la chola cuencana. Antiguamente se trataba de las mujeres campesinas dedicadas a labores agropecuarias, aunque ahora también es común verlas en la ciudad, y son producto del mestizaje entre indígenas de la región y los españoles.

En el Censo de Población y Vivienda de 2010 hubo un proceso de autoidentificación que dio los siguientes resultados en el cantón Cuenca:
| Blancos | Mestizos | Afroecuatorianos | Indígenas | Montubios | Otros |
| ------- | -------- | ---------------- | --------- | --------- | ----- |
| 2,58 %  | 94,82 %  | 0,92 %           | 1,8 %     | 0,22 %    | 0,2 % |

## Cultura
El centro histórico de la ciudad fue declarado Patrimonio Cultural de la Humanidad por la UNESCO el 1 de diciembre de 1999. En el centro de la ciudad se ubican importantes vestigios históricos: museos e iglesias antiguas (como la Catedral de la Inmaculada Concepción, una de la más grandes de América, y otras que datan de los siglos XVI y XVII), calles adoquinadas y casas con fachadas de estilo republicano que evidencian influencias arquitectónicas europeas, sobre todo española y francesa. Son característicos los balcones, cielorrasos tallados artísticamente y otros forjados en latón pintado.
La ciudad es además conocida como la «Cuenca de los Andes» o la «Atenas del Ecuador» por ser la ciudad de origen de varios poetas y personalidades históricas como Miguel Vélez, Gaspar Sangurima, Santo Hermano Miguel, Honorato Vázquez, Remigio Crespo Toral, Abdón Calderón Garaicoa, Antonio Borrero, entre otros. En Cuenca es sede de numerosas organizaciones culturales.

### Actividades culturales
Cuenca destaca por su actividad cultural. La ciudad es sede de varios festivales internacionales como el Festival Internacional de Artes Escénicas Escenarios del Mundo, el Festival de Cine La Orquídea y el único evento de artes plásticas oficial del país, la Bienal Internacional de Cuenca.
También existe una extensa variedad de fiestas tradicionales a lo largo del año, como la fiesta del Corpus Christi en junio, la conmemoración de los Fieles Difuntos que se celebra el 2 de noviembre y las festividades de independencia de la ciudad, el 3 de noviembre. Otra festividad tradicional es el Pase del Niño Viajero, que se realiza el día 24 de diciembre en las calles del centro histórico y en el que desfila una gran cantidad de personas de todas las edades, vestidos normalmente como personajes bíblicos relacionados con la celebración de la Navidad.

### Museos

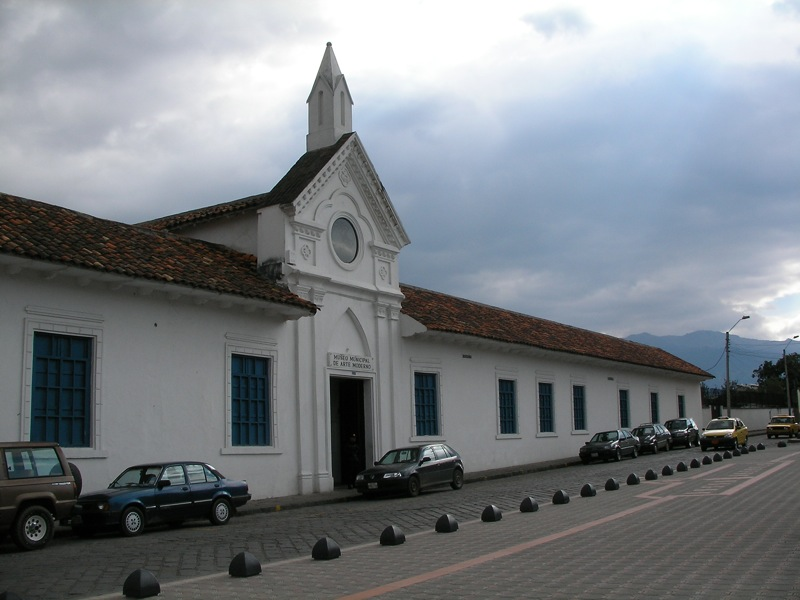
Museo de Arte Moderno.

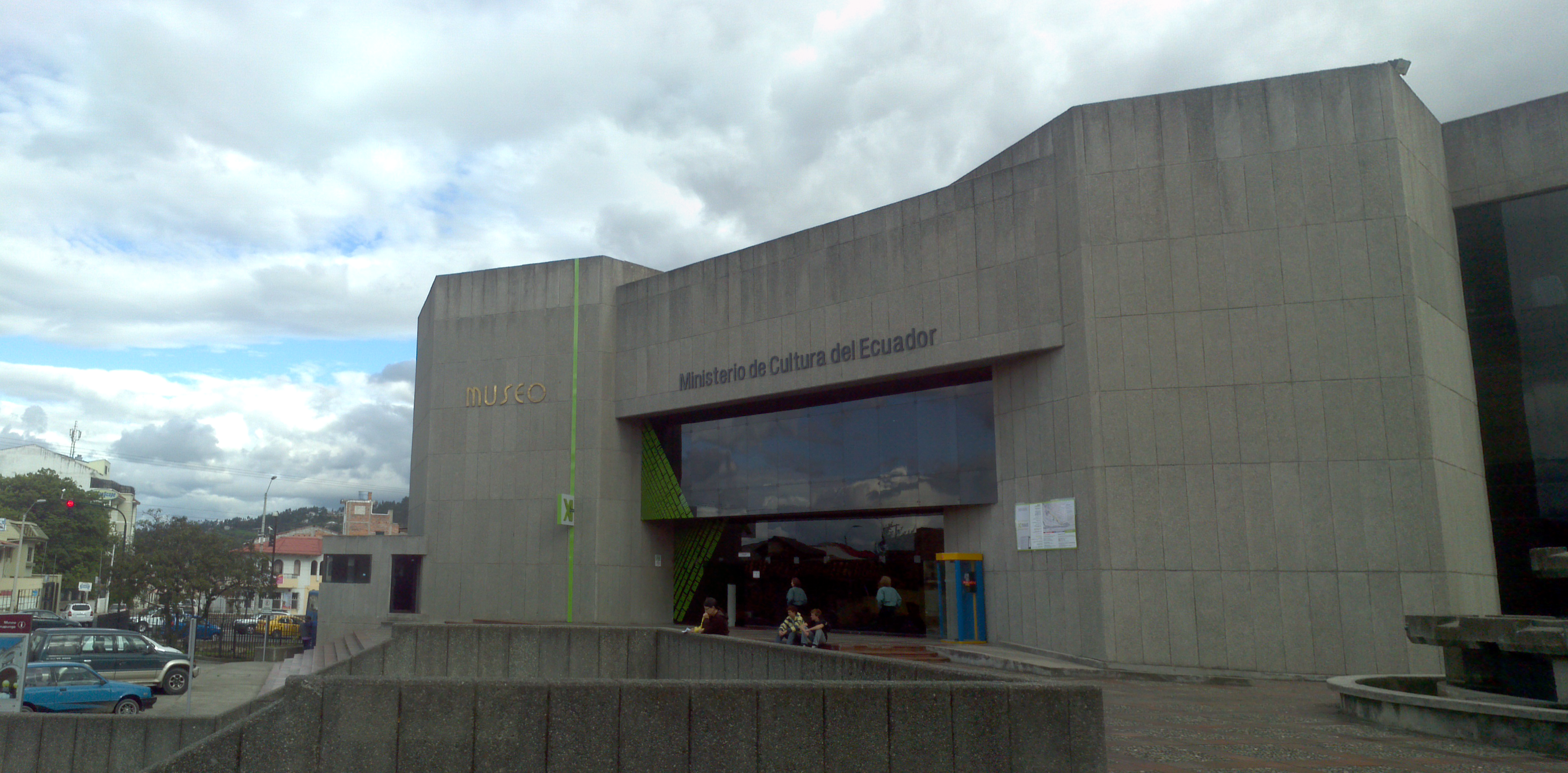
Puerta principal del Museo Pumapungo.

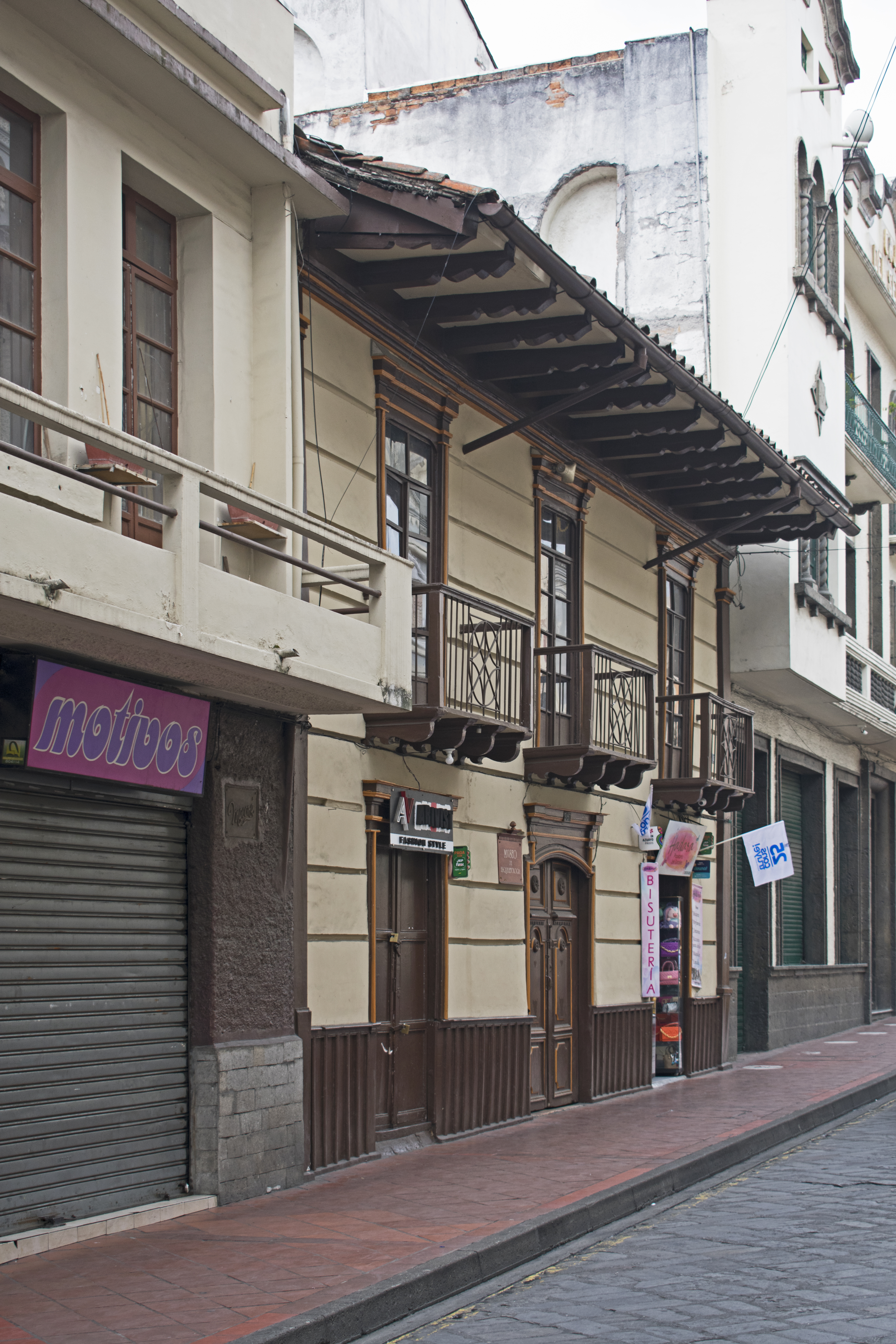
Museo de Esqueletología.

En Cuenca existen numerosos museos, entre los que se encuentran:
- Museo Remigio Crespo Toral. Cuenta con más de 18.000 piezas arqueológicas y cerca de 700 piezas de arte colonial, además una colección de documentos y objetos de importancia histórica sobre la ciudad.
- Museo Municipal de Arte Moderno. Funciona en un edificio construido en 1876, que fue la antigua Casa de la Temperancia y donde además funcionó una escuela, la cárcel de varones, centro de rehabilitación de alcohólicos, etc. Este museo es una de las sedes principales de la Bienal de Cuenca.
- Museo de la Catedral Vieja. Es un museo de arte religioso con piezas y objetos litúrgicos que datan de varios siglos atrás, así como una maqueta del diseño inicial de la Catedral Nueva o de la Inmaculada Concepción.
- Museo Pumapungo. Antes conocido como Museo del Banco Central, ahora es administrado por el Ministerio de Cultura y Patrimonio. Data de los inicios de los años 80. Se encuentra ubicado junto a las ruinas del Parque Ancestral Pumapungo. Tiene una sala de etnografía nacional, una sala arqueológica, una de conservación y restauración, reservas de arqueología y de arte moderno y contemporáneo, un archivo histórico, biblioteca, parque etnobotánico, centro de rescate de avifauna, cinco salas expositivas temporales y una sala para artistas emergentes.
- Museo del Monasterio de las Conceptas. Es un museo situado en el Monasterio de las Conceptas que exhibe piezas históricas que muestran la vida de las jóvenes que ingresaban al convento para formarse en su vida religiosa así como el día a día de las monjas residentes del Monasterio.
- Museo de las Culturas Aborígenes. Cuenta con más de 8000 piezas arqueológicas.
- Museo de la Identidad Cañari. Cuenta con varias piezas arqueológicas y artísticas sobre la cultura Cañari.
- Museo Casa de la Cultura Núcleo del Azuay. Fundado en 1945.
- Museo de Historia de la Medicina Guillermo Aguilar Maldonado. Funciona en la antigua Escuela de Medicina de la Universidad de Cuenca.
- Museo de las Artes Populares (CIDAP). Fundado en el 2004, el museo posee cerca de 7000 piezas de colección, que comprenden artesanías de varios países iberoamericanos.
- Museo del Sombrero de Paja Toquilla. Los sombreros de paja toquilla (Carludovica palmata) también conocidos como sombrero Panamá son un elemento típico de Cuenca, que se sitúa entre los principales fabricantes de este tipo de sombrero.
- Economuseo Casa del Sombrero. Se encuentra ubicado en una casona que funcionó como fábrica de sombreros y que fue recuperada por la Municipalidad. Cuenta con cuatro salas de exhibición permanente. Además hay tiendas donde se venden sombreros de paja toquilla.
- Museo de Jefferson Pérez. Tiene más de 200 fotos del nombrado campeón olímpico, ganador de la medalla de oro en los 20 kilómetros marcha de los Juegos Olímpicos de 1996.
- Museo de Tierra y Artes del Fuego. Se sitúa en la Casa de Chaguarchimbana, uno de los edificios patrimoniales de la ciudad. Su nombre significa “Lugar menos profundo del río”, por situarse en uno de esos puntos, a la orilla del río Yanuncay, uno de los cuatro ríos que cruzan la ciudad.
- Museo Arqueológico Universitario.
- Museo Manuel Agustín Landívar.
- Museo de Esqueletología.
- Museo de la Cerámica.
- Museo de los Metales.
- Centro Cultural El Prohibido.[47] Museo dedicado al apoyo y la difusión de las manifestaciones culturales alternativas en sus diferentes géneros de expresión.Fachada del Centro Cultural El Prohibido.

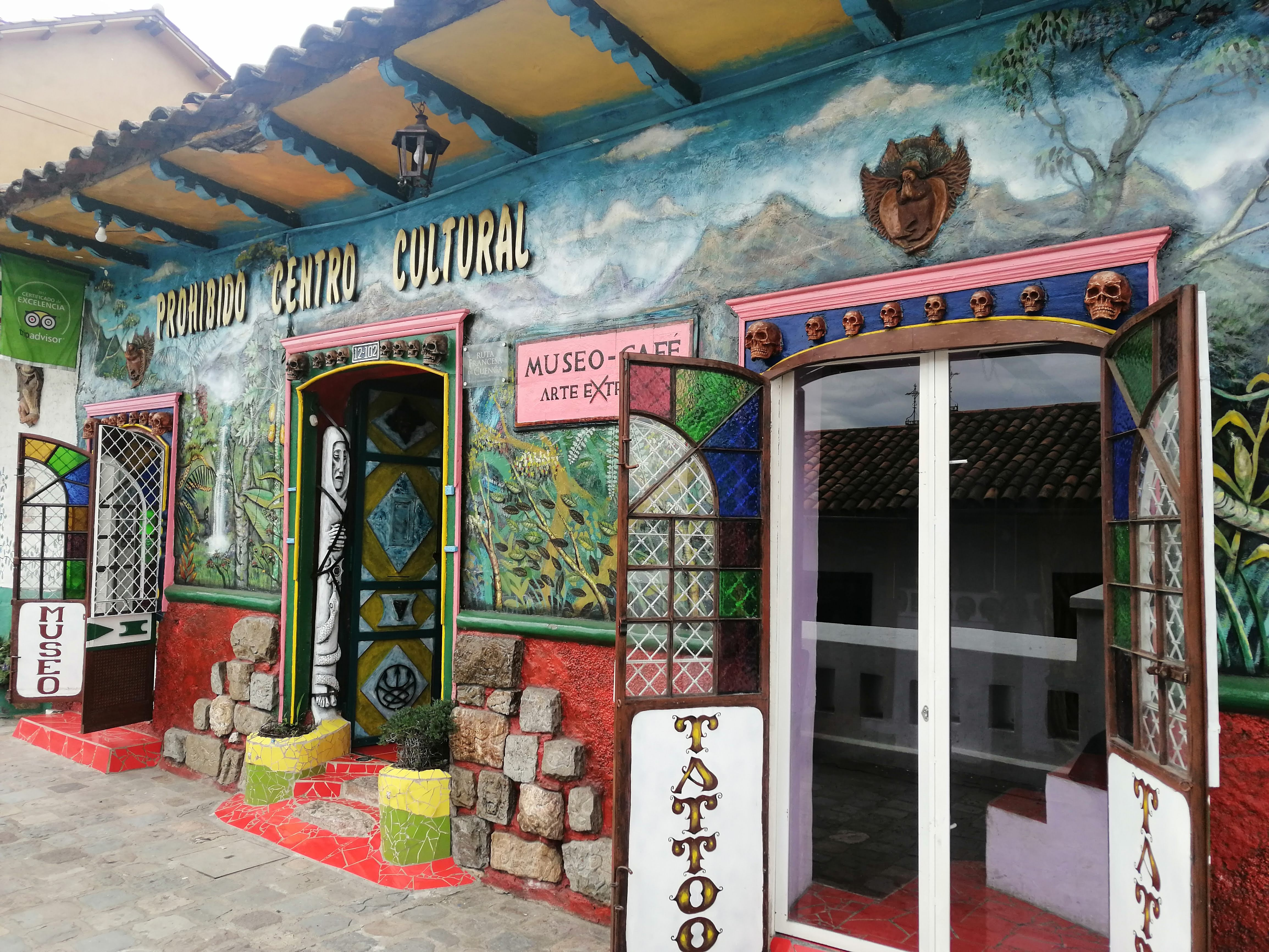
Fachada del Centro Cultural El Prohibido.

### Atracciones turísticas

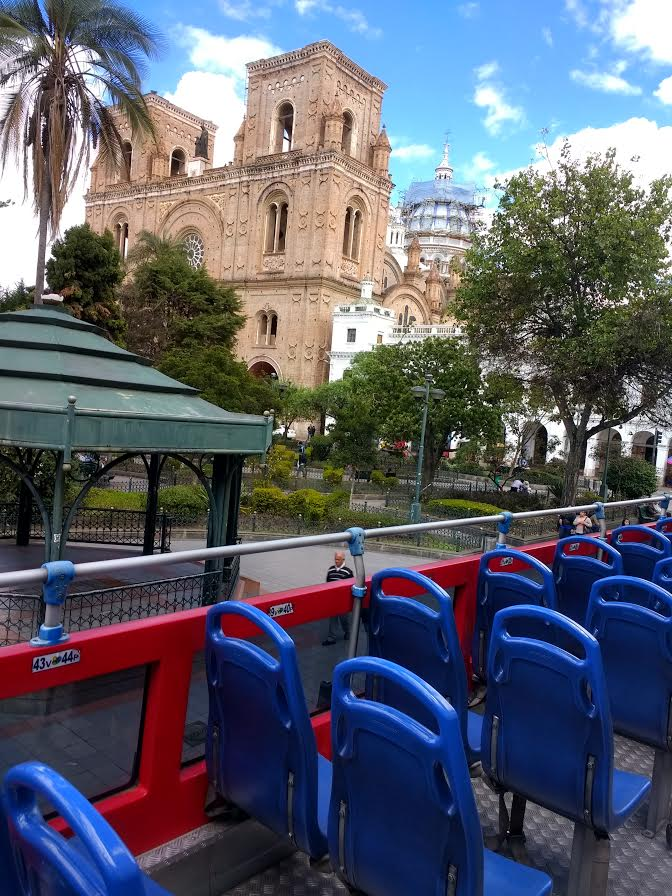
Vista de la Catedral de la Inmaculada desde un bus turístico de dos pisos en Cuenca, Ecuador.

Cuenca posee gran cantidad de elementos de atracción turística, entre ellos se pueden mencionar las aguas termales de la parroquia Baños, la gastronomía típica, ferias artesanales, museos, música, entre otros. Sin embargo su mayor importancia viene del ser declara Patrimonio de la Humanidad por la UNESCO.
La vida nocturna es activa, especialmente los fines de semana y se concentra en diferentes centros como restaurantes, bares, discotecas y demás lugares, así por ejemplo está la Calle Larga, la cual cuenta con diversos bares y cafés. La avenida Remigio Crespo Toral, caracterizada por tener una amplia variedad de restaurantes y negocios, es una de las zonas comerciales y de ocio más conocidas.
Hay lugares de interés como el mirador de Turi, el Barranco a orillas del río Tomebamba, donde existen varios lugares de recreación y culturales que son muy concurridos por turistas nacionales y extranjeros, especialmente durante las fiestas de la ciudad.
Otro atractivo para los turistas es el Zoológico y Bioparque Amaru, un centro ecológico que se encarga del cuidado, manejo y enseñanza acerca de la flora y fauna del país, este centro se encuentra ubicado a las afueras de la ciudad, junto a la autopista Cuenca-Azogues. También está el zoológico Yurak Allpa, ubicado en la parroquia Tarqui, hacia el sur de la ciudad.
Los turistas suelen visitar además los cantones vecinos como Chordeleg, conocido por la elaboración de joyas, Gualaceo conocido por su comercio, especialmente de textiles, zapatos y gastronomía;Santa Isabel por su clima cálido, entre otros.

#### Centro histórico
El centro histórico de Cuenca es uno de los atractivos de la ciudad y uno de los más importantes debido a sus edificios con arquitectura colonial y republicana de influencia española y francesa, sus plazas y parques, museos y galerías de arte. En esta parte de la ciudad se pueden apreciar claramente algunos inmuebles que no han tenido grandes cambios en varios siglos y son mantenidos como parte del patrimonio cultural de la ciudad.

##### Calle Larga
Dentro del centro histórico de Cuenca se encuentra la calle Larga, la cual se extiende por aproximadamente 1900 metros. Limita con las calles Tarqui y Huayna Capac, iniciando cerca Mercado 10 de Agosto y terminando en el Museo del Banco Central.
Es una calle simbólica, constituida de adoquines, en donde se asentaron incas, cañarís y españoles debido a que la calle proporcionaba una estratégica visión de la ciudad. Su primer nombre fue Calle del “Usno” en la época prehispánica, pasando a llamarse La Ronda y actualmente tiene el nombre de Larga. Fue denominada como calle La Ronda debido a que en esa calle se cumplían con las rondas de seguridad, alertando a vecinos para que ayudasen a iluminar más el camino y los guardias puedan cumplir de mejor manera con los controles.
En la época colonial fue considerada como una de las vías con mayor prolongación, actualmente es una de las más pequeñas en cuanto a extensión. Se caracteriza además por ser una vía de bastante circulación vehicular gracias a su atractivo turístico, cultural, comercial y por ser un espacio de diversión. Históricamente la Calle larga fue conocida de varias maneras, “El ramal más importante del Qhapaqñán, (camino aborigen), construido sobre una senda cañari en dirección Este-Oeste, formaba parte del trazado urbano de Tomebamba en el barrio de Pumapungo. En el transcurrir del tiempo se le conoció con diversos nombres tales como Calle Real en el incario; en la Colonia como calle del Usno, calle San Carlos y Calle de la Ronda; en la República como calle Cedeño, 5 de Junio, Presidente Gonzalo Córdova; y actualmente "Calle Larga".
La Calle Larga es uno de los lugares más turísticos del centro de la ciudad, ya que en sus 15 cuadras ofrece a los visitantes alrededor de 100 locales. Dichos locales se dividen en museos, bares, discotecas, cafeterías y restaurantes. Es por esto que se ha convertido en una de las más circuladas en los fines de semana.
Esta es una calle con gran diversidad cultural debido a que varios de los locales son propiedad de extranjeros, tales como colombianos, peruanos o árabes, logrando una gran variedad gastronómica para ofrecer a sus visitantes. En la actualidad este lugar es principalmente turístico, cultural y de comercio. Es una vía con una intensa circulación vehicular desde su origen, en la calle Tarqui, hasta llegar a su fin, en el sector de Pumapungo. 
La Calle Larga, muy concurrida por la noche tiene varias leyendas populares, se mezcla su folclore con lo tradicional, y destaca la arquitectura de la iglesia de Todos Santos.
Avenida 12 de Abril

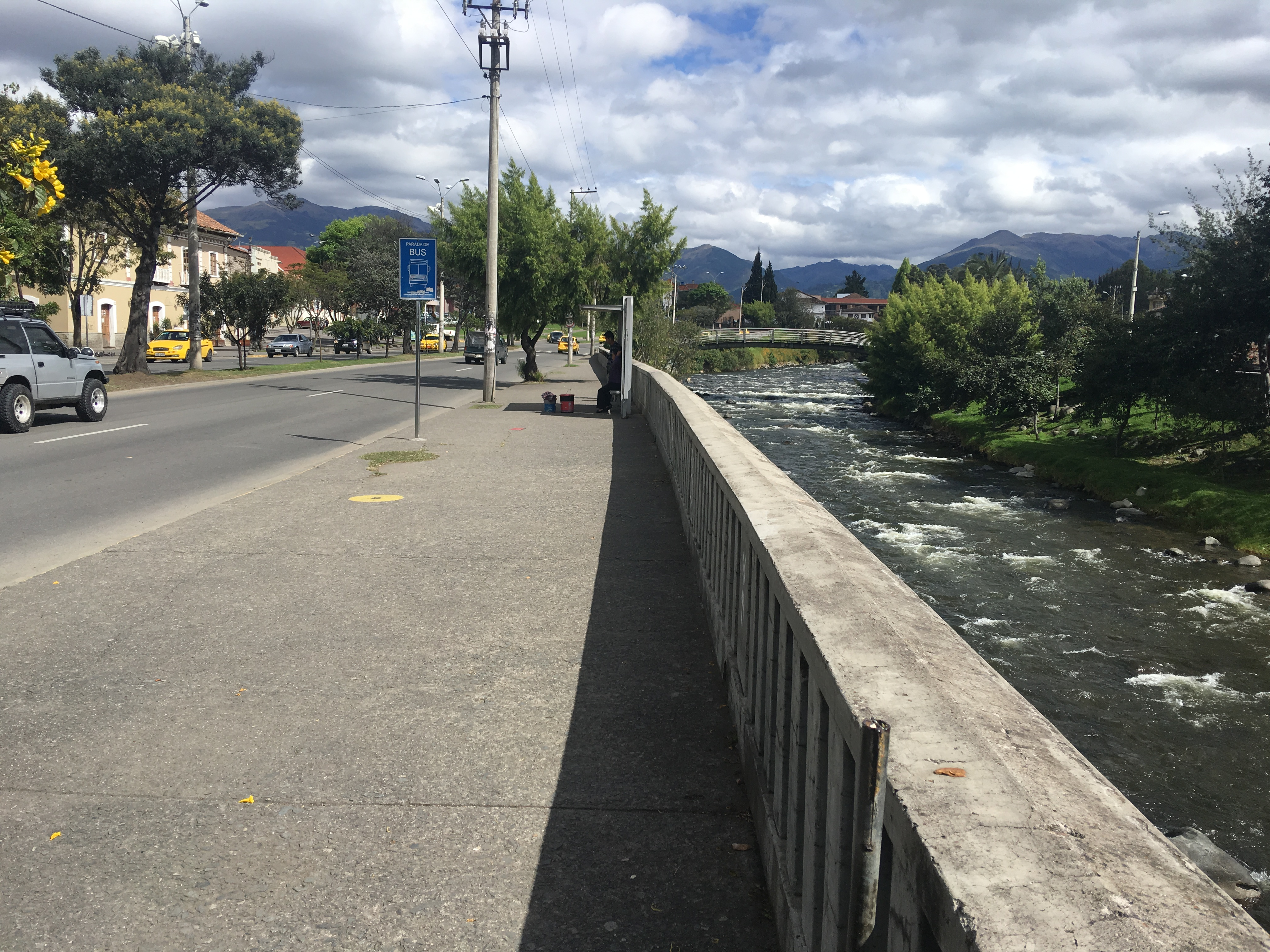
Río Tomebamba con la Avenida 12 de abril

Nombrada en honor a la fundación de Cuenca, el 12 de abril de 1557, se extiende aproximadamente por 4,07 km de longitud, siendo una de las avenidas más extensas en la zona urbana de la ciudad. Por esta avenida se encuentran lugares de la ciudad como la Universidad de Cuenca, tanto el campus central como el campus de Medicina. En este último se encuentra el Hospital Vicente Corral Moscoso (Hospital Regional), uno de los hospitales más frecuentados y el hospital más importante de la ciudad. Esta vía está junto a uno de los cuatro ríos de la ciudad, el río Tomebamba. 
En el transcurso de esta calle podemos encontrar varios lugares como el Coliseo Jefferson Pérez Quezada que hace referencia al campeón olímpico cuencano, en el cual se practican diferentes deportes como el tenis, escalada, karate, vóley, fútbol, muai thai, taekwondo, boxeo, natación. En este sitio yace la Federación Deportiva del Azuay.

#### Iglesias y templos religiosos
Desde su origen, en Cuenca se ha practicado el catolicismo, es por ello que en su centro histórico existe una gran cantidad de iglesias y templos religiosos. Estas edificaciones presentan estilos y detalles neoclásicos y barrocos en las fachadas. Materiales como el ladrillo y el mármol se pueden apreciar en la Catedral Nueva y en la iglesia de San Blas. También se aprecian obras de estilo gótico con torres altas y detalles puntiagudos. Algunas de estas iglesias usan piedra extraída directamente de algunos de las antiguas localidades incas de la antigua Tomebamba.
Los dos templos más antiguos son los que pertenecen a los monasterios de las Conceptas y de la Asunción, que datan de las primeras décadas de existencia de la ciudad.

Las catedrales más conocidas son la Catedral Nueva o Catedral de la Inmaculada Concepción y la Catedral Vieja o Iglesia de El Sagrario, sin embargo, existen muchas más, incluidas algunas que ya no están en uso como centros religiosos, sino como museos. Otras iglesias y templos conocidos son:

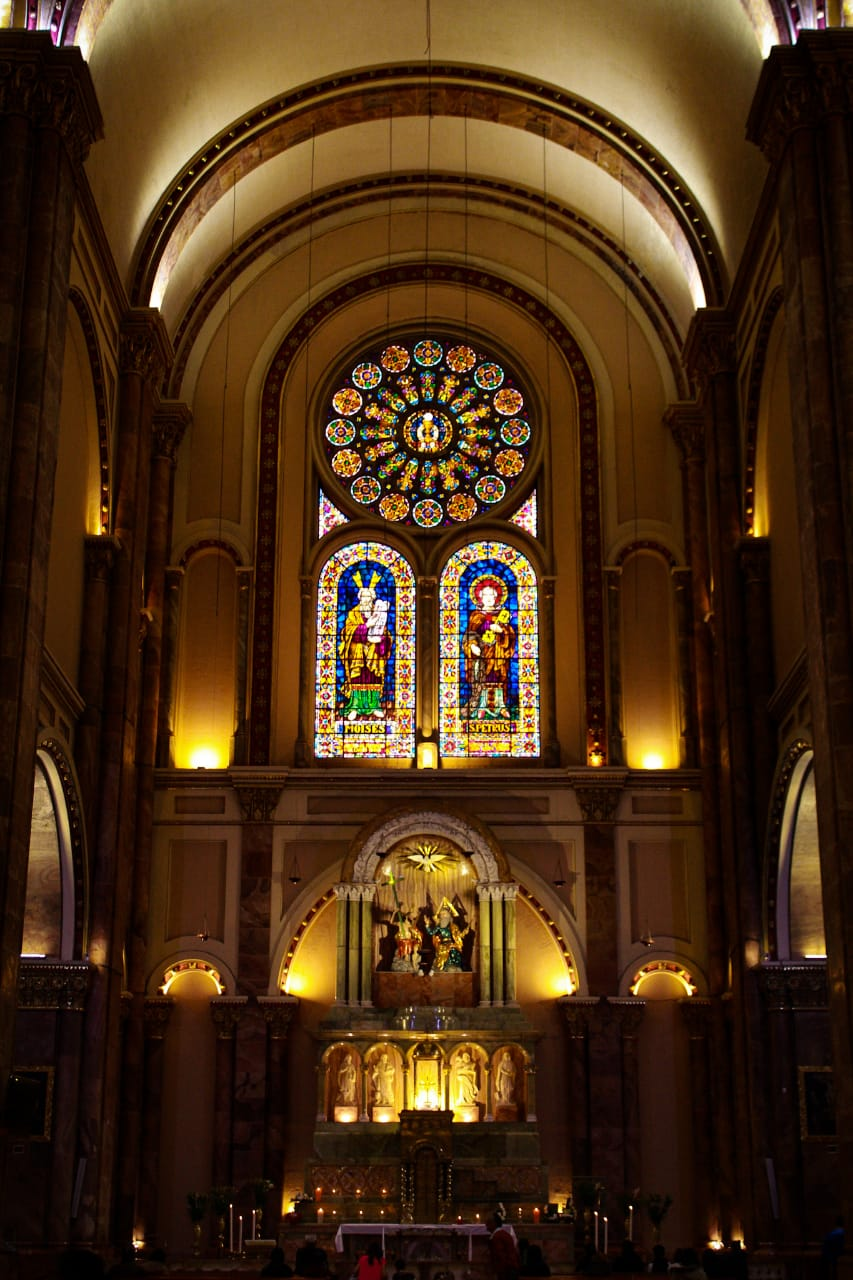
Interior de la Catedral de la Inmaculada.

- Carmen de la Asunción: ubicada junto a la plaza de las Flores, fue construida cerca de 1730 y representa la arquitectura religiosa de la colonia.
- San Francisco: fue construida por la orden de los Franciscanos en su llegada a la ciudad y casi completamente remodelada en 1860.
- Todos Santos: fue construida en 1924 en el lugar donde, siglos antes, se ubicó la primera capilla provisional de la ciudad, allí se celebró la primera misa en la ciudad tras la llegada de los españoles.
- Iglesia de San Blas: la iglesia original fue construida a inicios de la colonia usando de base materiales de la antigua ciudad Inca de Tomebamba. La actual iglesia fue construida en 1935 pero conserva la misma b ase que su predecesora.
- Santo Domingo: es la segunda iglesia más grande después de la Catedral Nueva, empezó a ser construida en la década de 1820 y finalizada en la década de 1930.
- Las Conceptas: su construcción data de inicios del siglo XVIII y destaca por su fachada que presenta una gran espadaña (pared adornada con hornacinas o nichos y que culmina en un campanario) y en la que no existe una puerta de ingreso. Las dos entradas se ubican en su parte lateral y en las mismas se pueden apreciar puertas talladas en madera.

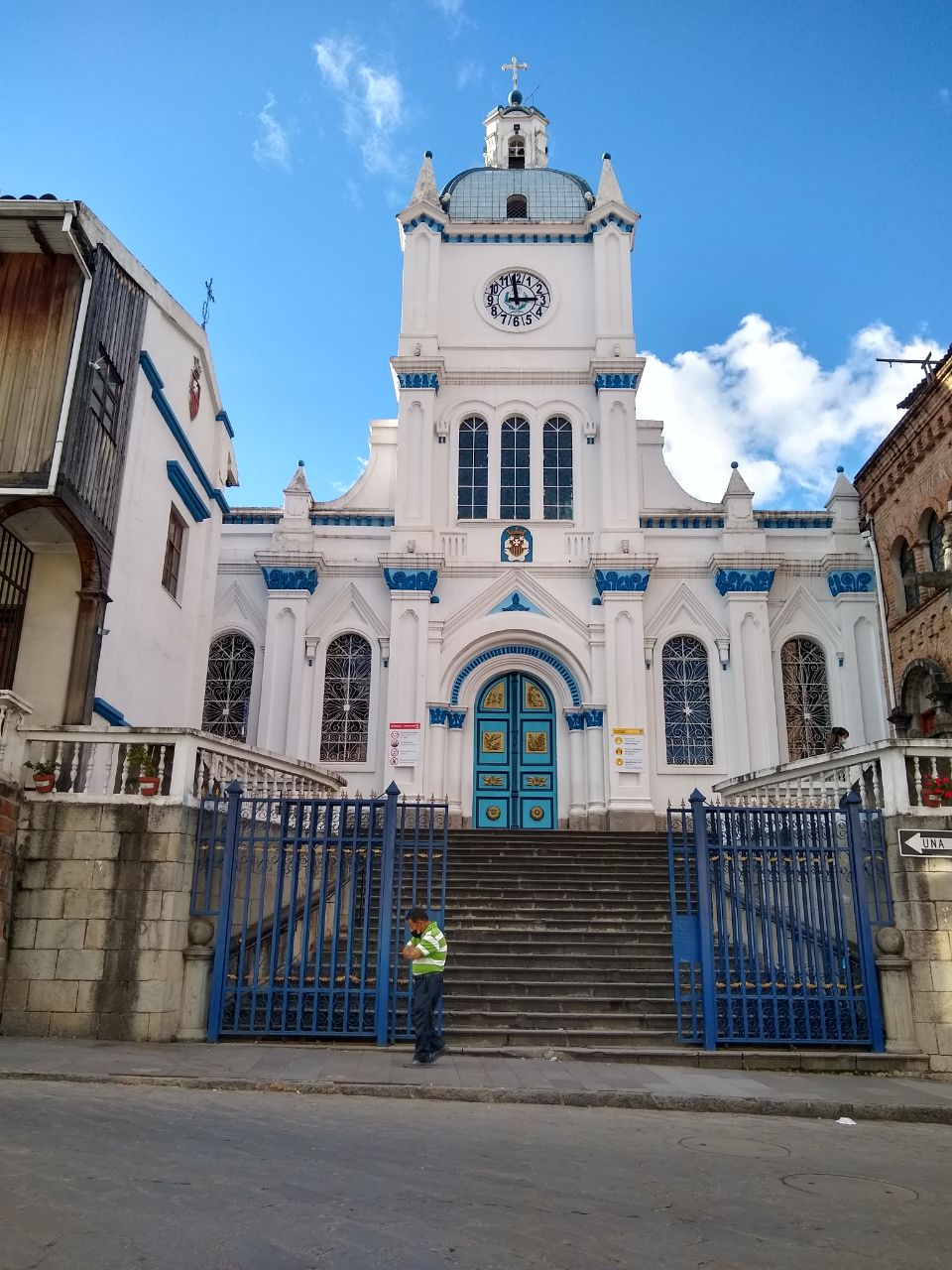
Iglesia San José del Vecino.

- Iglesia San José del Vecino: La iglesia de San José, de la parroquia el Vecino, inicialmente fue una capilla, luego una iglesia, de la que se hicieron cargo, desde el 21 de julio de 1938 los Padres Mercedarios, cuando retornaron a la ciudad, consagrandola al culto de la Virgen de la Merced, Patrona de las Fuerzas Armadas Ecuatorianas y al de San José. Junto al Templo se encuentra un Monumento a Nuestra Señora de la Merced. Se encuentra en la Calle Rafael María Arízaga y el Rollo.

- San Sebastián: su construcción data del siglo XIX siendo uno de los límites de la ciudad de aquella época.
- San Alfonso: también conocida como la Basílica de Nuestra Señora del Perpetuo Socorro, fue construida en el año de 1875.
- Iglesia de Turi: construida al lado del mirador de Turi, se puede apreciar desde gran parte de la ciudad, en especial de noche gracias a su iluminación.
- Virgen de Bronce: llamada así debido a una estatua de la Virgen María hecha en bronce que se encuentra junto a la iglesia original.
- El Vergel: es una iglesia pequeña, reconstruida debido a la destrucción de la capilla original por una creciente del río Tomebamba.

### Centro Interamericano de Artesanías y Artes Populares (CIDAP)
El Museo del CIDAP es una construcción que se llevó a cabo entre los años 1945 - 1952, en terrenos que antiguamente fueron propiedad del doctor Remigio Crespo Toral. Siendo después estas tierras heredadas por su nieto el doctor Gonzalo Cordero Crespo quien llevó a cabo en el lugar un proyecto de construcción para vivienda.
La casa, ahora utilizada como museo, se caracteriza por sus detalles de piedra tallada y pulida en columnas, puertas, ventanas, escaleras y balaústres; de la misma manera se caracteriza por su amplio patio trasero y huerta de las construcciones coloniales.
Posteriormente en 1977, el Centro Interamericano de Artesanías y Artes Populares, adquiere el lugar; para después en julio de 1984 establecer en el mismo la organización bajo la dirección del doctor Claudio Malo González (1984 – 2011). La residencia fue acondicionada para que en su interior y exterior existan varios lugares que ahora son: el museo, un almacén,el centro de documentación y la reserva artesanal.
El CIDAP cuenta con la mayor reserva de artesanías y piezas de arte popular de América, originarias de 26 países. Dentro de su museo se exhiben 8 mil de estas piezas provenientes de Argentina, Colombia, Costa Rica, Chile, Ecuador, Guatemala, México, Nicaragua, Paraguay y Perú.
También, su Centro de Documentación sobre Artesanías, Arte y Cultura Popular de América cuenta con un patrimonio documental de más de 67 mil materiales bibliográficos.

#### Sala de Exhibición y Venta

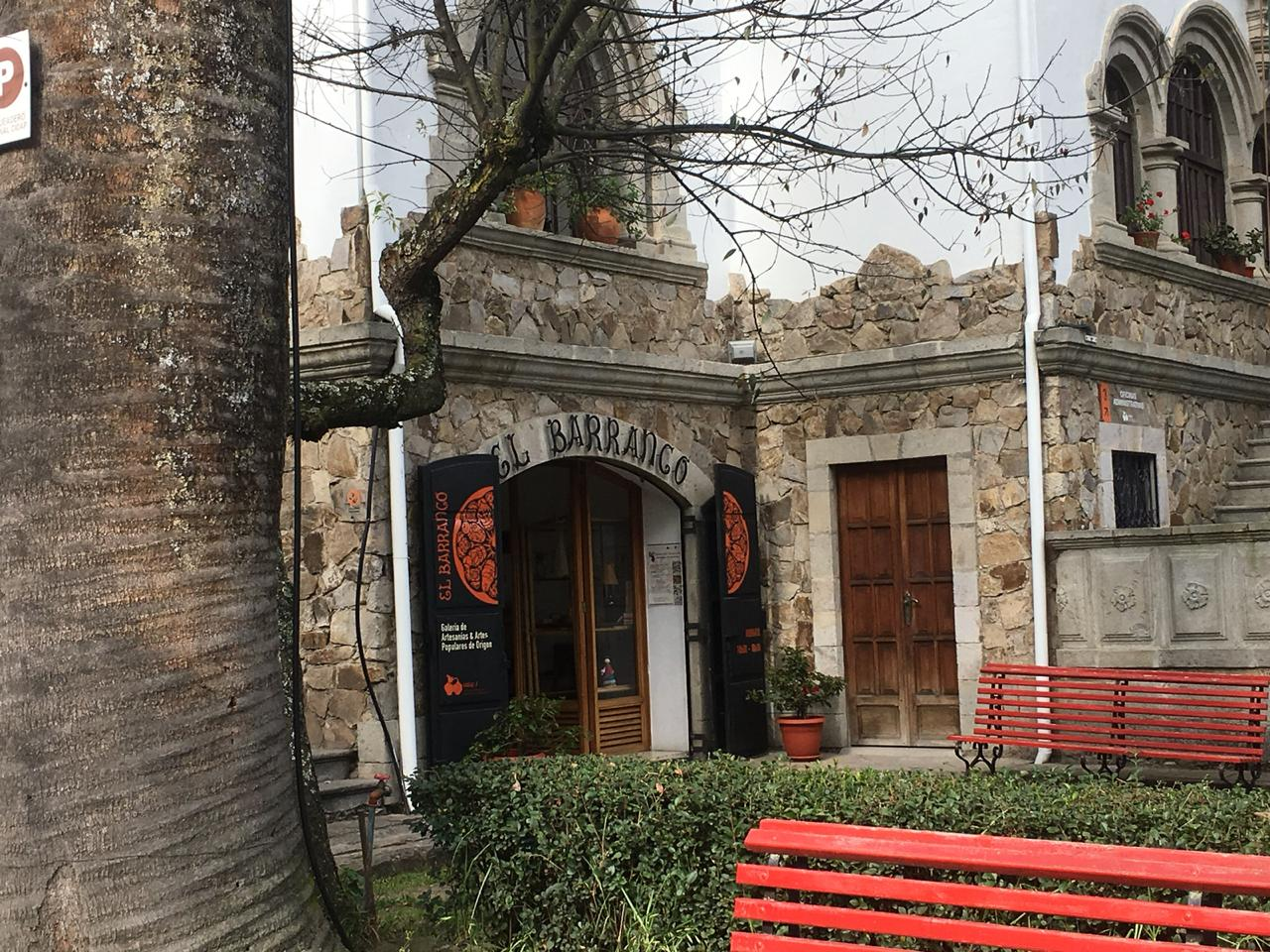
Tienda "El Barranco" ubicada en el Museo de Artesanías y de Artes Populares.

Dentro de la Tienda “El Barranco” del CIDAP se realizan exposiciones y ventas de artesanías ecuatorianas con la finalidad de promover el comercio justo e inclusivo. Las exposiciones se realizan durante todo el año y se exhiben piezas de la reserva del Museo de las Artes Populares de América, y muestras de objetos de concursos artesanales realizados por el CIDAP.
Centro de Documentación del CIDAP
El Centro de Documentación con el que cuenta el CIDAP fue creado con el fin de reunir, organizar, conservar y transferir información especializada en Artesanías, Arte y Cultura Popular del Ecuador y América Latina. Su acervo documental está constituido actualmente por 23.000 documentos bibliográficos y 44.600 materiales gráficos, videográficos y sonoros.

### Gastronomía

#### Buñuelos
Estas llevan harina de maíz precocida con anís, a la que se añaden huevos y leche. Las porciones de masa cremosa se fríen y doran en manteca de cerdo y se sirven con miel.

#### Tamal cuencano
Está hecho de una masa de harina de maíz ligeramente cocida, que se rellena con carne de cerdo, huevos duros y pasas, luego se la envuelve en hojas de achira y se la cuece al vapor.

#### Fanesca
En su preparación se usan doce ingredientes, según la tradición, en recuerdo del número de los apóstoles: arveja, haba pelada, choclo, fréjol; tres clases de calabazas: zapallo, limeño y sambo; arroz, lentejas, achocha, papas y col. Todo se cocina por separado y se lo une y condimenta en leche, en la que se ha cocido el pescado seco, que luego se sirve en el plato, en una salsa dorada o escabeche. 

#### Chumales o humitas
Son hechos de maíz tierno molido, condimentado con huevo batido, mantequilla y a veces queso. Es cocido al vapor, en las hojas de la mazorca de maíz.

#### Torta Negra de Jueves Santo
Esta es una de las recetas más antiguas, traída desde la época de la Colonia. Se elabora a base de harina de arroz, panela y mantequilla.

## Economía

Edificio de la Cámara de Industrias de Cuenca.

El desarrollo de la industria en Cuenca y en la provincia de Azuay en general se basó en las destrezas manuales de sus habitantes. Cuenca y su zona de influencia son un punto medio entre la costa y la amazonía; desde tiempo ancestral se constituyó como una zona de encuentro entre culturas, comerciantes y eventos de connotación religiosa. Una de las primeras actividades productivas fue la confección de sombreros de paja toquilla o jipijapa, que se usaron en la construcción del Canal de Panamá, por lo que son conocidos como «Panama Hats» en Estados Unidos y otras partes del mundo, y significaron un gran empuje a la economía local de la época. Desde allí se desarrollaron otras actividades que tienen su origen en la artesanía, como la joyería, la producción de cerámica y de muebles. En esas áreas, Cuenca es líder en el país. 
Del Azuay se exporta el 90% de los sombreros que se elaboran en el país y se fabrica el 70% de los muebles y un porcentaje similar en el caso de cerámica. Esto posiblemente se dio porque el sector productivo no se desarrolló a partir de grandes empresas sino de negocios familiares que se tecnificaron y crecieron, pasando de la elaboración artesanal a la industrial. Además, existen otras empresas fabricantes de lácteos, embutidos, licores, cuero, componentes automotrices, entre otros.
Otro de los productos importantes de la ciudad y de la zona, por su clima, es la producción de flores que son exportadas a todo el mundo, principalmente a Estados Unidos y Europa.
En Cuenca también están otras fábricas muy importantes como la única fábrica de neumáticos del país, Erco Tires, y dos importantes industrias de electrodomésticos de línea blanca, Indurama y Fibroacero, además de Cartopel, productora de papel y cartón, que exportan sus productos. El crecimiento industrial en la urbe se dio en la década de 1970, por la Ley de Fomento Industrial que ofrecía incentivos para las industrias que se establecieran en el Azuay. Así fue como la ciudad logró formar uno de los parques industriales mejor consolidados del país, con alrededor de 120 compañías.
De acuerdo a un estudio de la Universidad de Cuenca, el sector comercial es el más importante y el mayor generador de empleo y recursos de Azuay. El 46% de las ventas que se efectúan en la provincia provienen del comercio, seguido del 31% del sector industrial y el 14% del eléctrico. En cuanto a la actividad de los cuencanos, el 44,2% del total de la población entran dentro de la PEA (Población Económicamente Activa). De la cifra de cuencanos que están dentro de la PEA, el 11,5% trabaja dentro del sector primario de producción, el 28,3% en el sector secundario y el restante 51,4% en el sector terciario de servicios. El 52,1% de los cuencanos de la PEA se consideran que están en condiciones de subempleo o no se encuentra identificada su actividad laboral.

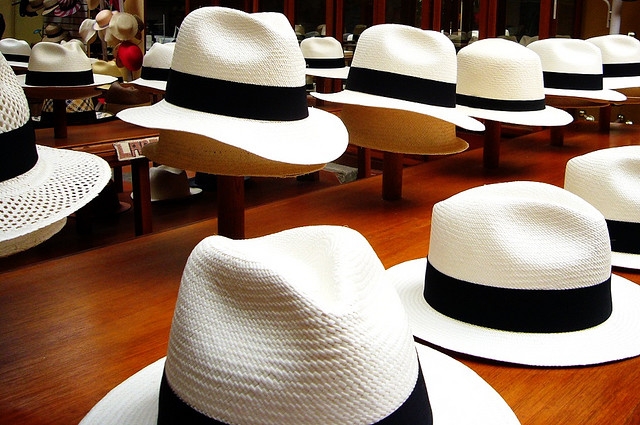
Sombreros de paja toquilla hechos a mano en una tienda de la ciudad.

En marzo de 2009, la Cámara de Comercio de Cuenca contaba con cerca de 2.640 afiliados. Cerca del 80% se dedica a la venta de joyas, vehículos, electrodomésticos, ropa y otros bienes. Además, en la ciudad también existen cerca de 50.000 microempresas. La mayoría se dedica al comercio, orfebrería, elaboración de artículos de cuero, carpintería y a los servicios. En el censo de 2010 se concluyó que el Azuay era la segunda provincia con mayor proliferación de negocios del país.
La economía ha encontrado un fuerte impulso en la última década especialmente gracias a las remesas enviadas por los emigrantes, que aumentaron el poder adquisitivo de la población.

## Educación
La ciudad cuenta con buena infraestructura para la educación, tanto pública como privada. La educación pública en la ciudad, al igual que en el resto del país, es gratuita hasta la universidad (tercer nivel) de acuerdo a lo estipulado en el Artículo 348 y ratificado en los artículos 356 y 357 de la Constitución Nacional. La ciudad está dentro del régimen Sierra, por lo que sus clases inician los primeros días de septiembre y, luego de 200 días, el ciclo escolar termina en julio.

### Universidades
La primera universidad de la ciudad apareció en 1867, la Universidad de Cuenca, considerada como la tercera más antigua del país, después de la Universidad Central de Quito (1836) y la Universidad Nacional de Loja (1859). Desde ese entonces la ciudad ha ido creciendo y han surgido nuevas universidades ofreciendo nuevas carreras. El 4 de enero de 2011, la Asamblea Nacional de Ecuador declaró a Cuenca como una ciudad universitaria.
La ciudad es sede de las siguientes universidades:
- Universidad de Cuenca (pública)
- Universidad de Azuay (privada)
- Universidad Politécnica Salesiana (privada)
- Universidad Católica de Cuenca (privada)

La primera es calificada como categoría "A" y las siguientes con categoría "B", según el Consejo de Evaluación, Acreditación y Aseguramiento de la Calidad de la Educación Superior del Ecuador (Ceaaces).

## Deporte

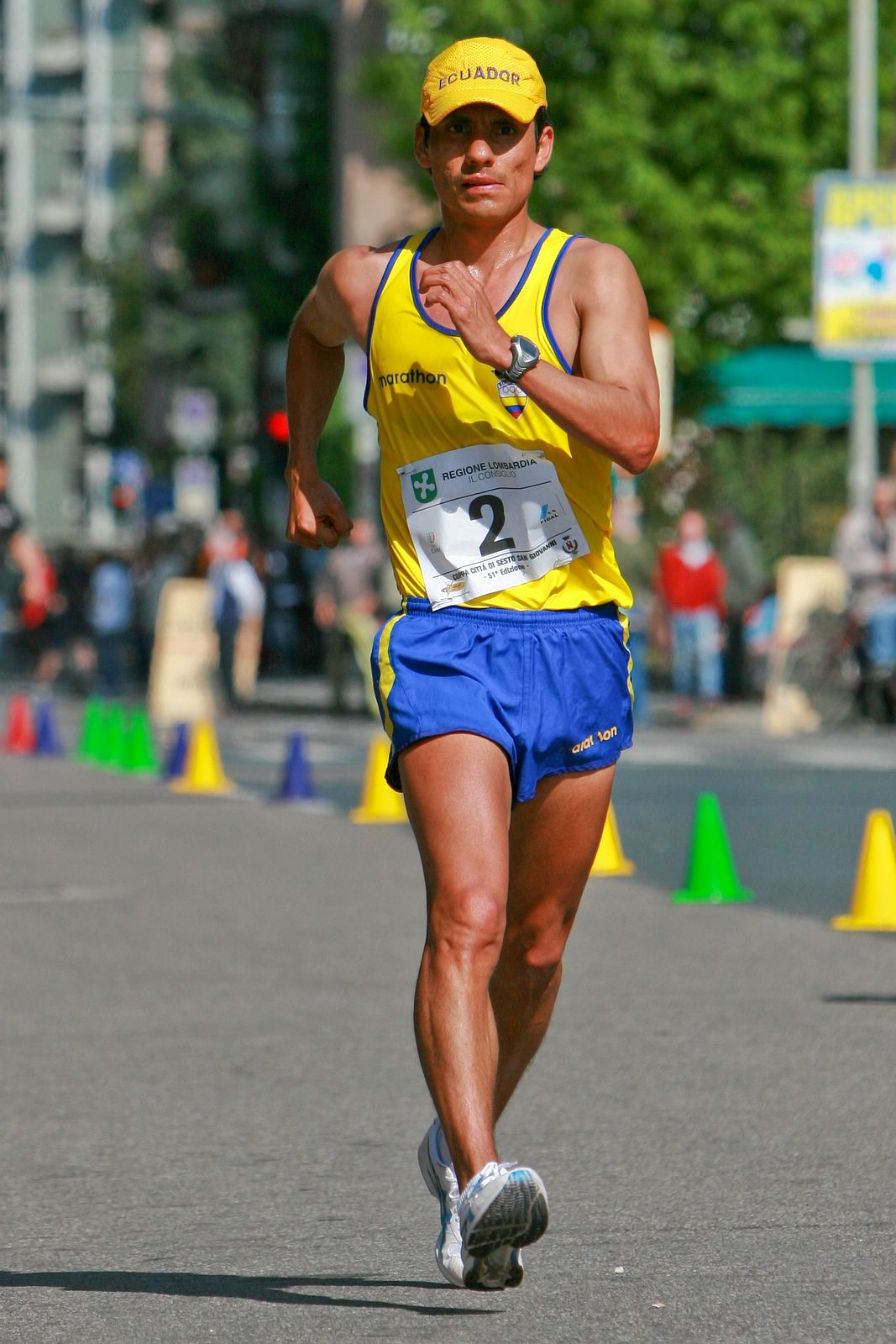
El medallista olímpico Jefferson Pérez en una competencia en Italia.

Cuenca es cuna de grandes deportistas que han representado al país, como el corredor Rolando Vera, los marchistas Jefferson Pérez (ganador de una medalla de oro en Atlanta 1996 y una de plata en Beijín 2008) y Daniel Pintado (ganador de una medalla de oro en los 20 km marcha y una de plata en relevos mixtos, ambas en los juegos olímpicos de París 2024, siendo así el primer deportista ecuatoriano en lograr dos medallas en una misma edición).  
El Estadio Alejandro Serrano Aguilar, está ubicado en la avenida del Estadio y José Peralta a 2536 m s. n. m., y allí juega el Club Deportivo Cuenca, equipo de la Serie A del fútbol ecuatoriano. Su capacidad es para 16.540 espectadores (16.500, según World Stadiums). Fue inaugurado el 3 de noviembre de 1945 (anteriormente conocido como Estadio Municipal El Ejido) y a los 25 años cambió su nombre al actual. Su nombre fue dado en honor al, en ese entonces, alcalde de Cuenca y presidente del Club Deportivo Cuenca, Alejandro Serrano Aguilar. El estadio fue remodelado, reconstruido y reinaugurado el 23 de mayo de 1971. 
Para los Juegos Bolivarianos de Ambato, Cuenca y Portoviejo, en 1985, se instaló un marcador electrónico Electroimpex de fabricación húngara y en 1980 se instalaron las cuatro torres de iluminación. El estadio tiene una inversión de 26.094.363 dólares.
| Predecesor: Barquisimeto | Ciudad Bolivariana (Junto a Ambato y Portoviejo) 1985 | Sucesor: Maracaibo                                   |
| Predecesor: Valencia     | Ciudad Sudamericana 1998                              | Sucesor: Río de Janeiro, São Paulo, Curitiba y Belém |

## Transporte

### Transporte aéreo

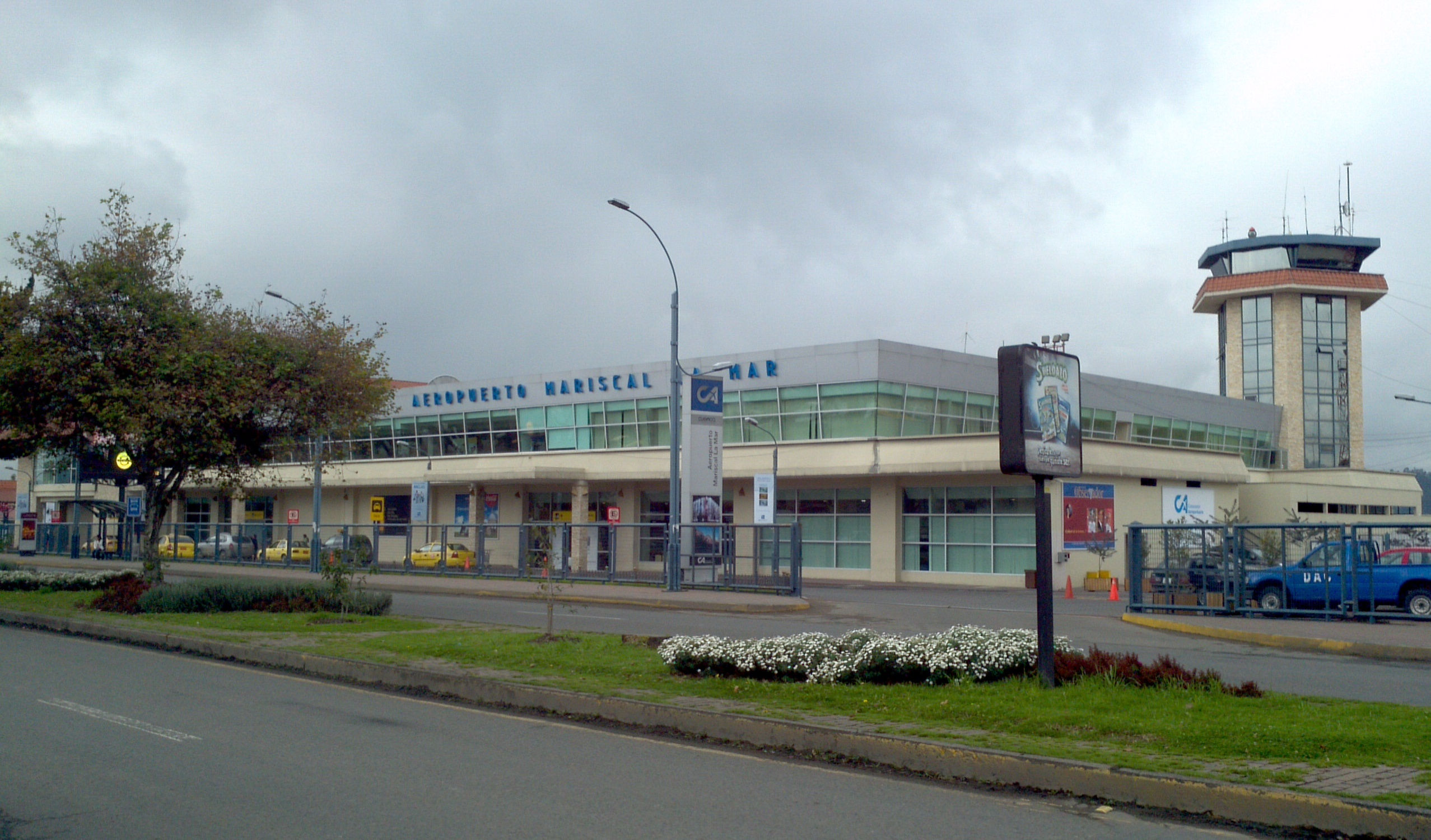
Aeropuerto Mariscal Lamar.

Para la transportación aérea, la ciudad cuenta con el aeropuerto Mariscal Lamar, que originalmente se situaba en el límite de la ciudad, pero debido al crecimiento de esta, hoy en día se encuentra en el área urbana, lo que ocasiona problemas debido al ruido y al tamaño de la pista que no puede ampliarse, además de presentar grandes riesgos a los ciudadanos en caso de accidentes. Durante los años han existido varias propuestas para la construcción de un nuevo aeropuerto, sin embargo nunca se han visto materializadas.
La terminal de pasajeros es pequeña pero ha sufrido varias remodelaciones, por lo que actualmente es una terminal moderna. Atiende en promedio cerca de 1500 pasajeros al día. Se realizan vuelos nacionales con destino a ciudades como Quito y Guayaquil.

### Transporte terrestre
La Terminal Terrestre es la principal estación de autobuses de la ciudad. Su función es la de recibir a los pasajeros que llegan de otros cantones y provincias del país. Además, algunos buses urbanos la tienen como parada.
Desde 2008 en la ciudad se ejecuta un programa llamado Sistema Integrado de Transporte de Cuenca, el cual incluye la instalación de nuevos semáforos inteligentes tipo led, la modernización de los buses que circulan en la ciudad, la construcción de dos estaciones de transferencia (una en el sector de El Arenal y la otra junto a la Terminal Terrestre), además de la construcción del Tranvía de Cuenca.
Los autobuses urbanos son de color blanco y rojo, se organizan de acuerdo a un grupo de rutas enumeradas y cuentan con información sobre sus paradas en cerca del parabrisas. 
En 2011 existían 474 buses repartidos en siete organizaciones. Desde 2008 también cuentan con pantallas led y parlantes que avisan sobre la próxima parada, además de mostrar el número telefónico para realizar reclamos. El costo de los pasajes en 2017 es de USD $ 0,30 (30 centavos de dólar), que deben ser pagados con una tarjeta prepagada, la cual también es recargable. Las principales líneas urbanas son la Troncal 100 y la Troncal 200 que estarán integradas al tranvía y alimentadores en las estaciones de transferencia.
En 2011 la ciudad contaba con 3.557 taxis vigentes que prestaban el servicio de taxi convencional. El uso del taxímetro es obligatorio.

#### Tranvía de Cuenca

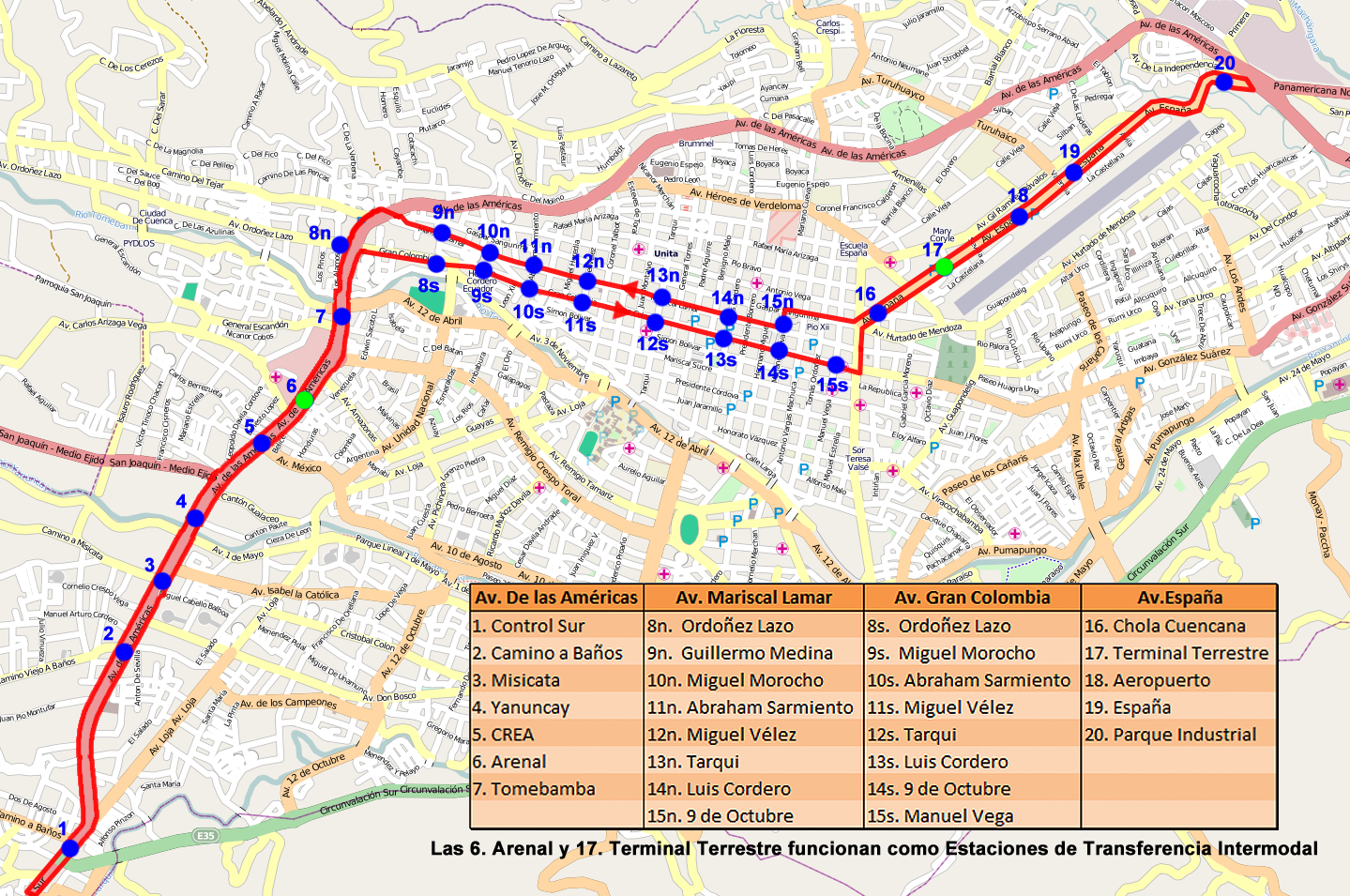
Ruta del tranvía en la ciudad de Cuenca.

El Tranvía de Cuenca es el primer tranvía moderno del Ecuador, que empezó a entrar en operaciones el 25 de mayo del 2020, su primera línea se llama Tranvía de los Cuatro Ríos. Su costo fue de 282 millones de dólares, monto mayor al presupuesto inicial debido a la construcción de obras adicionales y logra transportar alrededor de 120.000 pasajeros al día. Los trabajos de construcción del Tranvía de Cuenca empezaron en 2013. Cuenta con 27 estaciones, una longitud de 20,4 kilómetros (ida y vuelta) la cual circula a una velocidad promedio de entre 22 y 25 kilómetros por hora. Cuenta con 14 unidades.

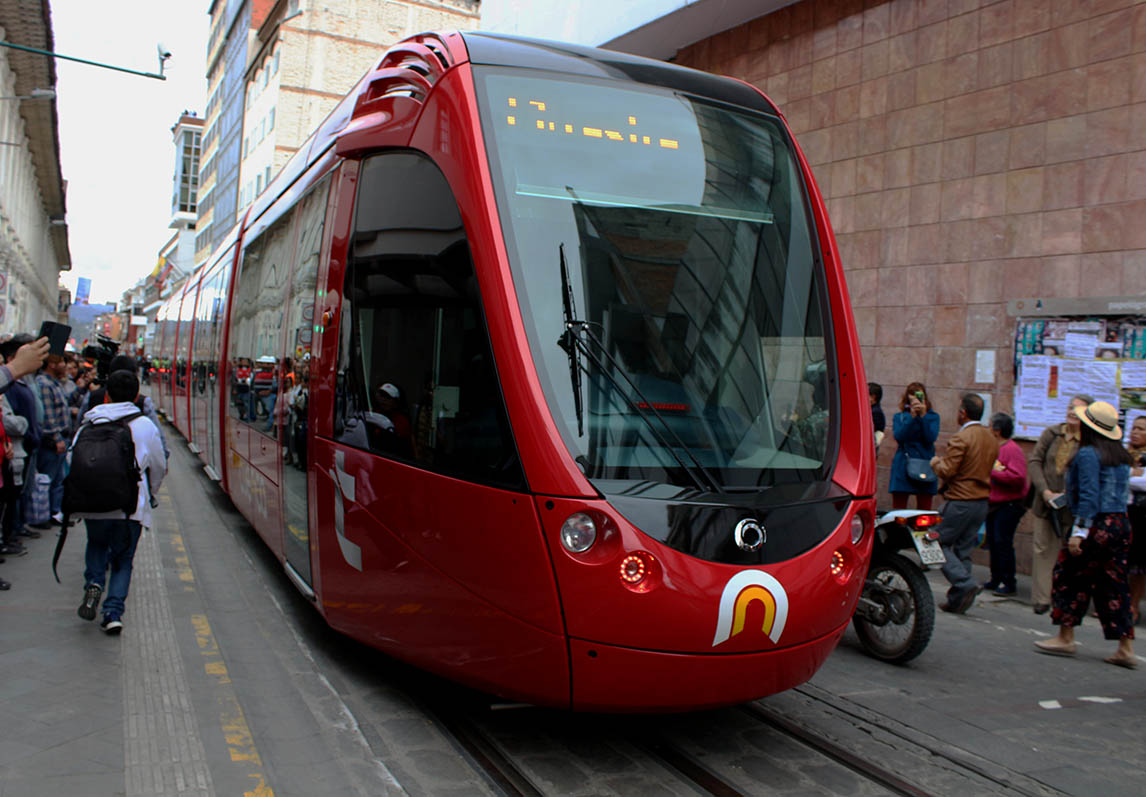
Tranvía en Cuenca.

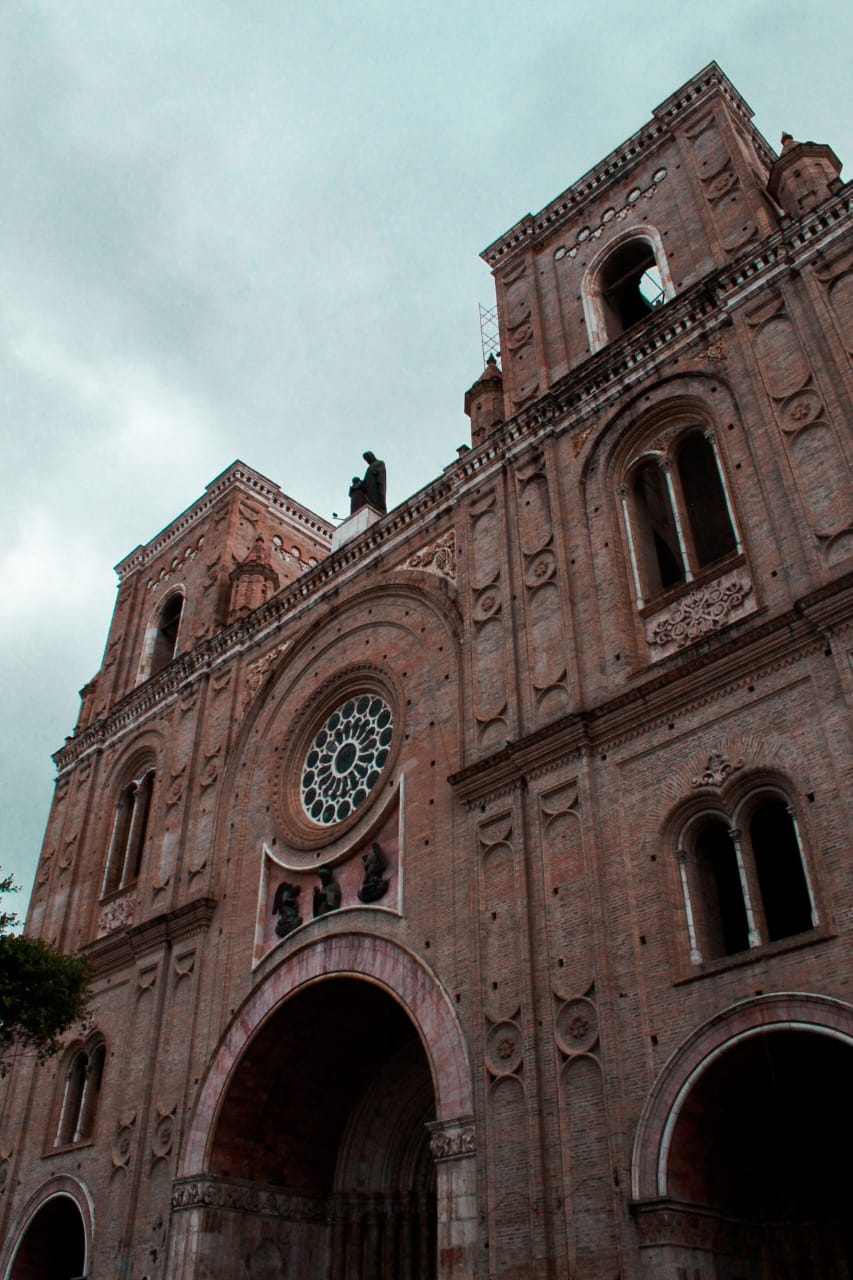
Vista Frontal de la Catedral de Cuenca.

#### Congestión vehicular
Con el tranvía y otros proyectos se espera reducir el crecimiento del número de vehículos (90.000 aproximadamente en 2011, con un incremento anual del 8%) que circulan por la ciudad, lo cual causa congestión vehicular, molestias y contaminación ambiental. En las horas pico el viaje a través del centro histórico puede llegar a durar más de 40 minutos, más de tres veces el tiempo normal. 
Otra problemática es la contaminación generada por los vehículos, especialmente los buses que utilizan diésel de producción nacional pero de baja calidad. Para ayudar a resolver este problema es obligatorio realizar una revisión anual a los vehículos de la ciudad para confirmar que estos se encuentren en buenas condiciones.

#### Estadísticas de transporte público
De acuerdo con el reporte realizado por Moovit en julio de 2017, el promedio de tiempo que las personas pasan en transporte público en Cuenca, hacia y desde el trabajo, en un día de la semana es de 51 minutos. El 7% de las personas pasan más de dos horas todos los días. El promedio de tiempo que las personas esperan en una parada o estación es de 11 minutos, mientras que el 9% de las personas esperan más de 20 minutos cada día. La distancia promedio que la gente suele recorrer en un solo viaje es de 3,8 km.

#### Vías de acceso
Las principales vías de acceso a la ciudad son:
- Al noreste de la ciudad se encuentra la autopista Cuenca-Azogues, que tiene seis carriles (tres por sentido). Forma parte de la Troncal de la Sierra (E35) y de la carretera Panamericana. Otra vía de acceso es la antigua Panamericana, que tiene un recorrido paralelo a la autopista. Estas vías conectan a la ciudad con la parte norte y este del país incluyendo las ciudades de Azogues, Quito y la región amazónica. Por cualquiera de estas vías también se puede llegar a las ruinas de Ingapirca, antiguo sitio inca.
- Al sur se encuentra la carretera Panamericana o Troncal de la Sierra (E35) conocida como Panamericana Sur. Esta comunica a la ciudad con las provincias del sur del país como Loja o El Oro.
- Al oeste se encuentra la vía colectora Cuenca-Puerto Inca (E582). Esta vía comunica a Cuenca con la parroquia rural de Molleturo, con la ciudad de Guayaquil y con la costa ecuatoriana. Debido a que la vía atraviesa el parque nacional Cajas, por ella no pueden circular transportes de carga con productos tóxicos o que puedan afectar al ecosistema del parque nacional, estos utilizan la vía Transversal Austral (E40), que ingresa por la parte noroeste de la provincia del Cañar hasta llegar al ingreso norte de Cuenca; estos vehículos también emplean la vía Cuenca-Girón-Pasaje, para ingresar por la parte sur de la ciudad.
- En los últimos dos años, se han presentado varios contratiempos al viajar por las vías Cuenca-Molleturo-Puerto Inca y Cuenca-Girón-Pasaje, ya sea por deslaves o fallas geológicas, razón por la cual movilizarse a la costa desde la provincia del Azuay a veces se convierte en una odisea. Por esta razón, el Ministerio de transporte y Obras Públicas en conjunto con las prefecturas de Azuay y Cañar están planificando una nueva ruta de conectividad con la provincia del Guayas. Para acceder a esta nueva arteria vial, los usuarios de Cuenca emplearían la ruta Panamericana hasta el cantón Biblián de la provincia del Cañar, lugar en el cual tomarían la nueva vía de acceso a la costa hasta llegar a la población de Puerto Inca en la provincia del Guayas, y posteriormente emplear la ruta normal. Se aspira que la construcción de esta carretera inicie a mediados de 2023 y finalice en 2026.
- Sin embargo, la provincia del Azuay también había contado desde hace algunos años con otra ruta de conexión con la provincia del Guayas. Esta vía empieza en la parroquia rural San Joaquín de la ciudad de Cuenca, atraviesa la zona sur del Parque Nacional Cajas, la parroquia rural Chaucha y finaliza en la población guayasense de Balao, perteneciente al Cantón Naranjal. Debido al mal estado y al abandono de esta carretera, los conductores emplean las otras vías ya mencionadas.

## Movilidad Urbana Sostenible
En febrero de 2024, el Gobierno Nacional anunció la entrega de USD 24,2 millones para el Programa de Movilidad Urbana Sostenible de Cuenca, con el objetivo de mejorar la calidad de vida de los habitantes y proteger el bienestar de las nuevas generaciones. Este programa incluye la construcción de 20 km de ciclovías con criterios de accesibilidad universal y seguridad vial, así como mejoras en las condiciones de las calles del centro histórico para garantizar la seguridad de los peatones.

## Paradas Inteligentes
Desde noviembre de 2024, se han implementado seis nuevas paradas inteligentes en Cuenca, equipadas con pantallas LED, botones de pánico y cámaras conectadas al Consejo de Seguridad Ciudadana, con el objetivo de mejorar la seguridad y la experiencia de los usuarios. Estas se suman a las once ya repotenciadas anteriormente, y se encuentra en proceso la compra de otras diez, reemplazando las antiguas estaciones de bus de latón.

## Salud

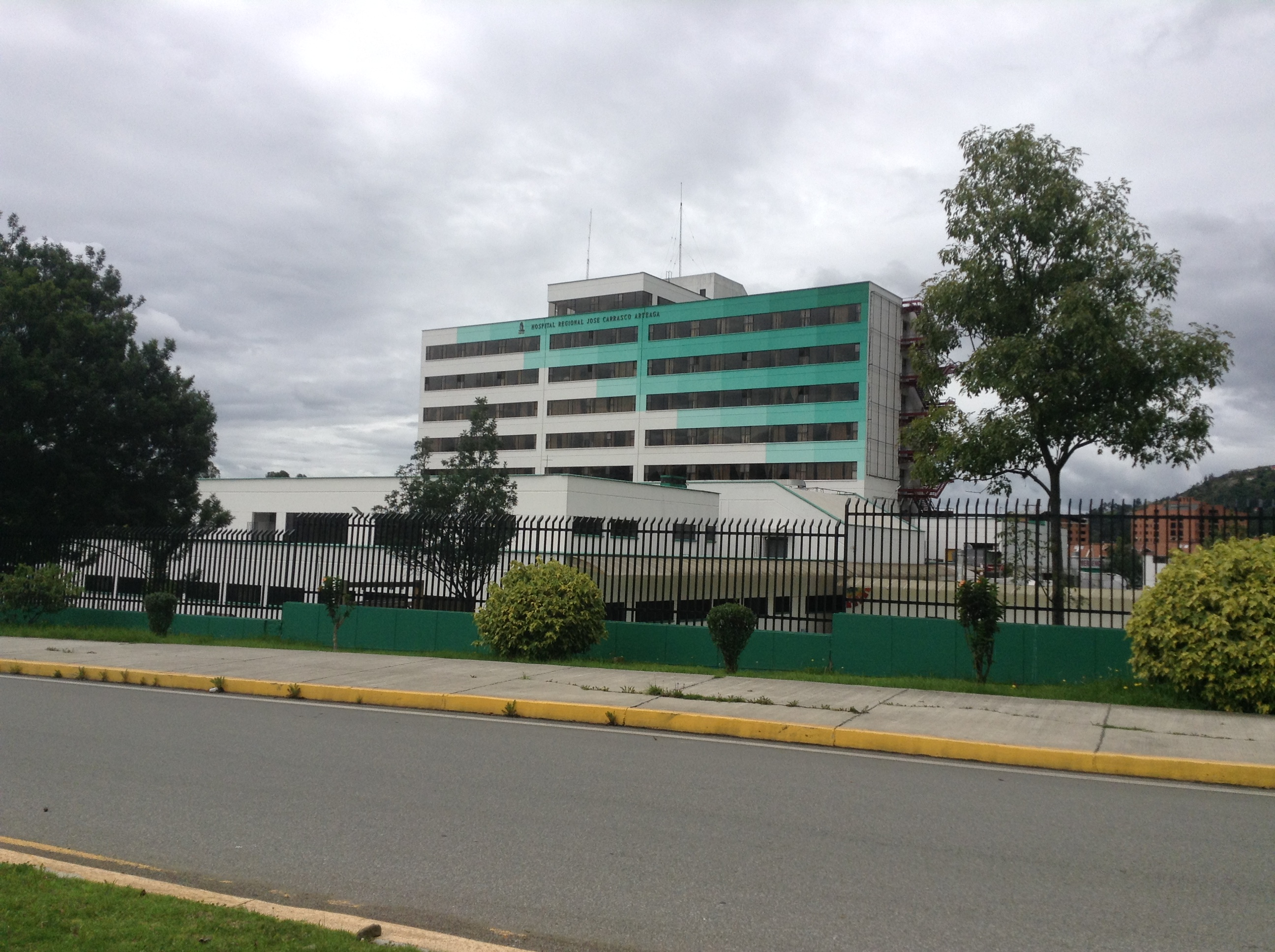
Hospital José Carrasco Arteaga del IESS.

Los principales centros hospitalarios de Cuenca son los siguientes:
- Hospital Vicente Corral Moscoso
- Hospital José Carrasco Arteaga del Instituto Ecuatoriano de Seguridad Social
- Hospital del Río

## Ciudades hermanas
- Azogues, Ecuador.[75][76][77]
- Cuenca, España.[78][79]
- Cusco, Perú.[78][80]
- Ecatepec de Morelos, México.[81]
- Guanajuato, México.[82]
- La Habana, Cuba.[78]
- Mérida, Venezuela.[83]
- Paducah, Kentucky, Estados Unidos.[78]
- Peekskill, Nueva York, Estados Unidos[84]
- Puebla de Zaragoza, México.[85]
- Rosario, Argentina.[86]
- Tempe, Arizona, Estados Unidos.[78][87]
- Xi'an, China.[88]